# スコピエ
スコピエ（マケドニア語: Скопје/Skopje [ˈskɔpjɛ] ( 音声ファイル)）は、北マケドニア共和国の首都。

## 概要
北マケドニアの全人口の3分の1が居住する最大の都市であり、同国の政治、文化、経済、学術の中心都市である。古代ローマ期にはスクウピ (en) の名で知られていた。スコピエ周辺は紀元前4000年頃以来人が居住し、新石器時代の集落跡が現代のスコピエ中心部を見下ろすケール城塞（スコピエ城塞）周辺で発見されている。1世紀直前、集落はローマ人によって押さえられ軍の野営地となった。
ローマ帝国が395年に東西に分かれるとスクウピはコンスタンティノープルのビザンティンの支配下に入った。中世初期の多くの期間ビザンティンと第一次ブルガリア帝国の間でその覇権が争われ、972年から992年にかけてスコピエには第一次ブルガリア帝国の首都が置かれた。1282年からは町はセルビアの支配下に入り、1346年にセルビア帝国の首都が置かれている。1392年、スコピエの町はオスマン帝国に征服されオスマンの人々は町をユスキュプ（Üsküp）と呼んでいた。以来、約500年以上にわたりオスマンの支配下にありユスキュプ・パシャサンジャクの首都で後にコソボ州 (en) の首都であった。この期間に現在でも市内に残る著名なオリエンタル様式の建築物の多くが造られている。
1912年に町はバルカン戦争の期間セルビア王国によって征服され、第一次世界大戦後、新たに形成された後のユーゴスラビア王国となるスロベニア人・クロアチア人・セルビア人国の一部となる。第二次世界大戦時には町は枢軸国の一部であったブルガリア王国の軍によって占領された。1944年にはユーゴスラビア社会主義連邦共和国の構成国であるマケドニア社会主義共和国の首都となる。スコピエは第二次世界大戦後に急速に開発されるが、1963年に発生したスコピエ地震によりその発展が一時滞る。1991年にはユーゴスラビアから独立したマケドニア共和国（現・北マケドニア共和国）の首都となっている。
スコピエはヴァルダル川の上流部にあり、ベオグラードとアテネのバルカン半島の南北を結ぶ回廊に位置しほぼ中間にあたる。金属加工や化学、木材、織物、皮革、印刷産業などの中心でスコピエの産業発展は、貿易、物流、金融部門だけでなく、文化やスポーツの分野においても重点を置かれた開発が伴っている。2002年の公式な国勢調査によればスコピエの人口は506,926人で、2つの非公式な直近の調査によれば668,518人 または467,257人である。

## 呼称
スコピエの呼称は古代のラテン語のスクウピ（Scupi）からもたらされたことが証明されており、この名称は古代のギリシャ・ローマの国境の要塞の町の名でトラキア人、パエオニア人 (en) が起源となっている。現代ではオスマン帝国統治時代のオスマン語の名称であるユスキュプÜsküp (オスマン語: اسكوب) やセルビア王国時代のセルビア語での名称 Skoplje (Скопље)、1912年から1941年にかけてのブルガリア王国の名称であったSkopie (Скопие)などが知られている。1945年から公式にマケドニア語のSkopje (Скопје)が使われるようになり、マケドニア語の地元発音を表すマケドニアキリル文字 (en) で綴られている。アルバニア語ではシュクープ（Shkup）やシュクーピ（Shkupi）と呼ばれている。

## 地理

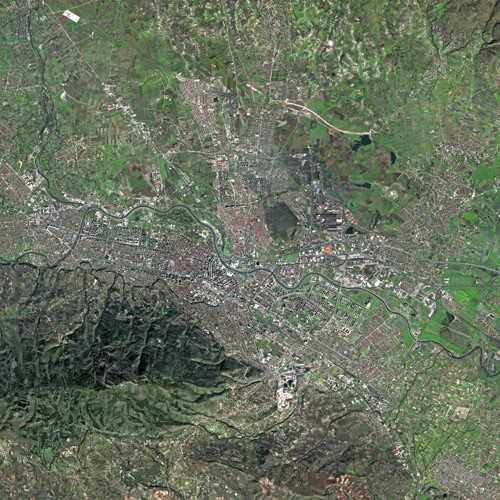
スコピエの衛星写真

スコピエはバルカン半島中央部マケドニア北部のスコピエ地方に位置し、ベオグラードとアテネのほぼ中間に位置している。ヴァルダル川の源流はゴスティヴァル近くに源を発し、スコピエを流れマケドニア南部を流れギリシャとの国境に達し最終的にはエーゲ海に流れ込む。ヴァルダル渓谷はほとんどが丘陵や山地で構成されている。スコピエ市街は平均東西が23km、南北が9kmの範囲である。平均海抜は225mで、スコピエ市域は1,854 km2を占める。

地図

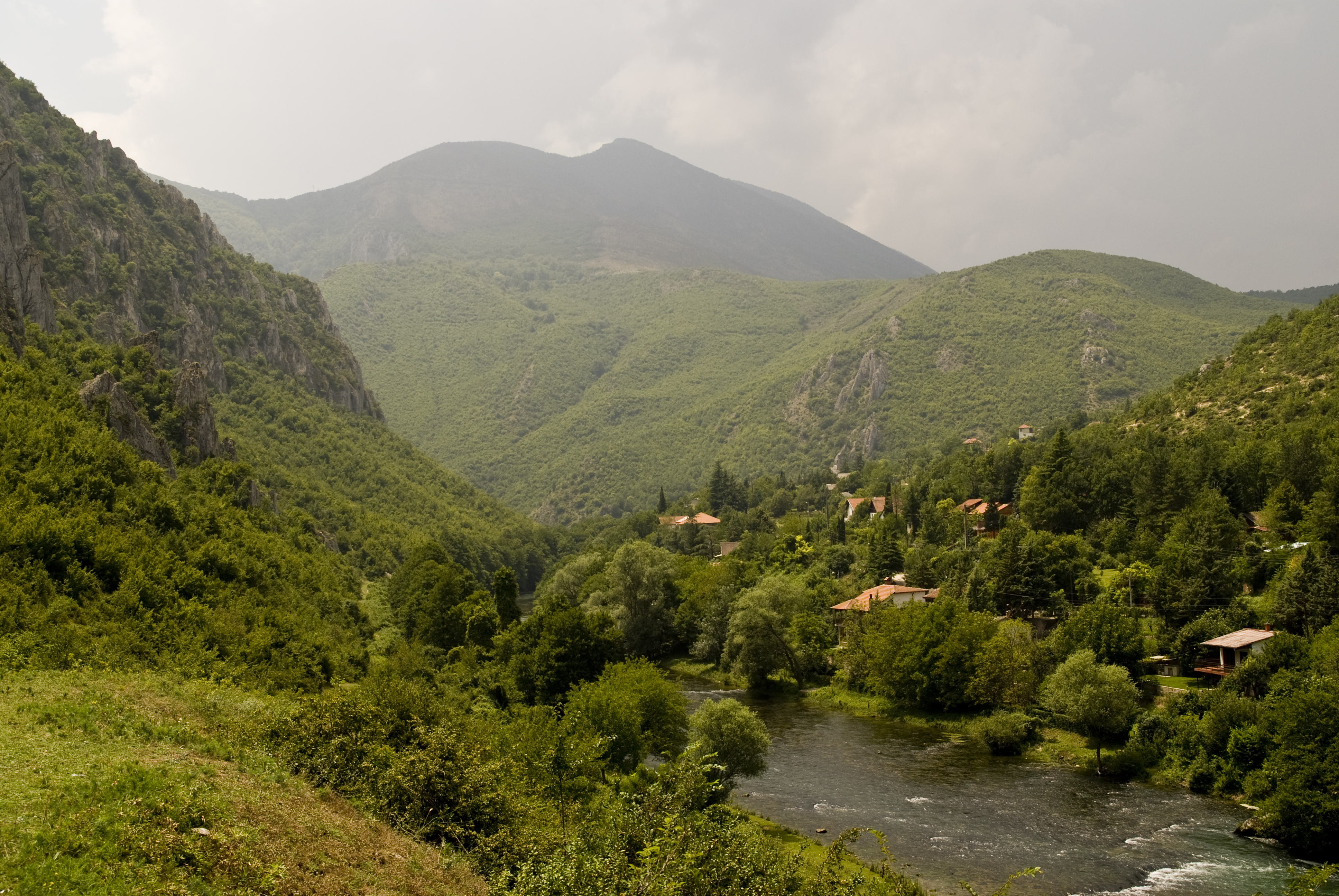
トレスカ川
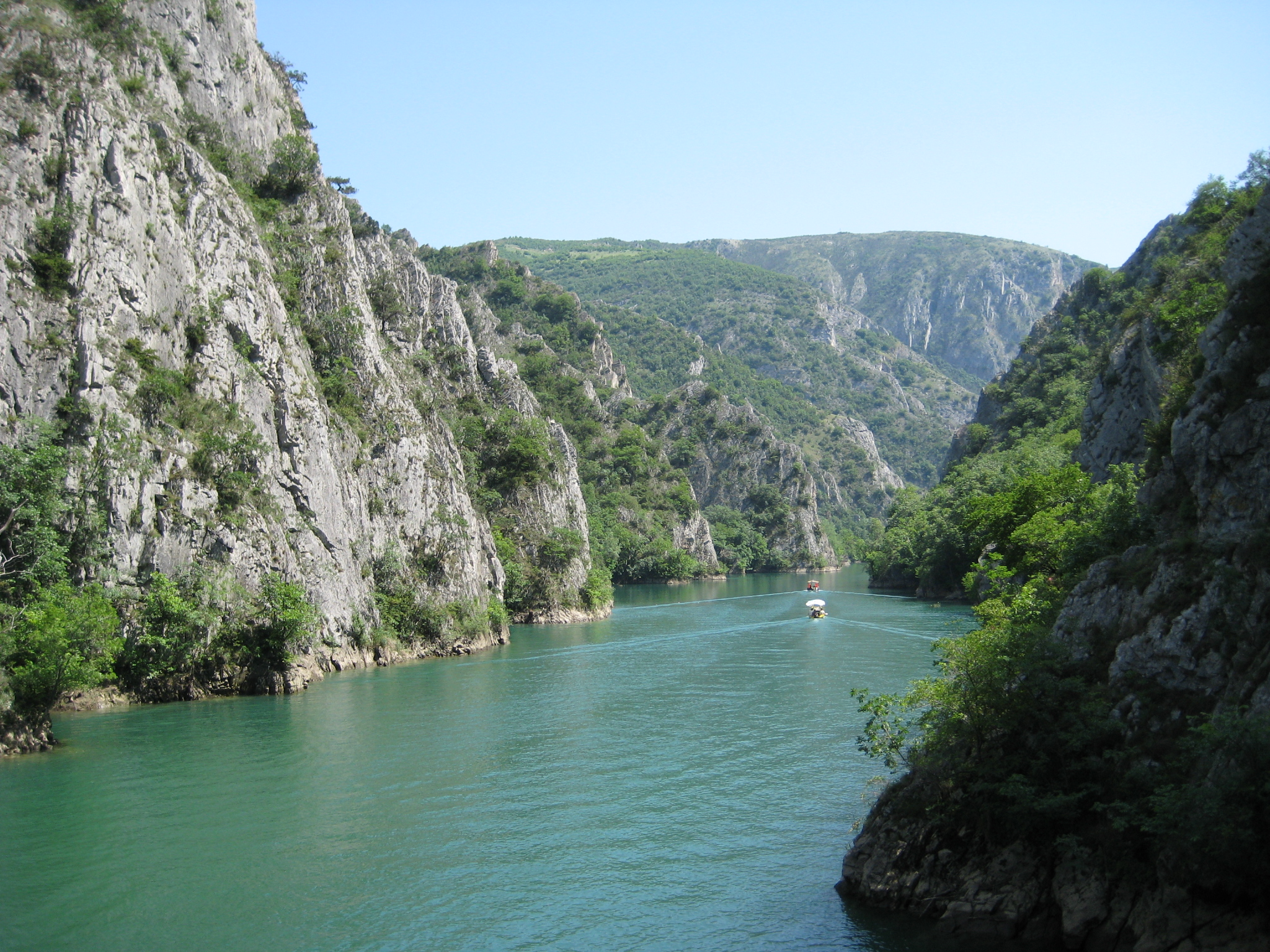
マトカ渓谷
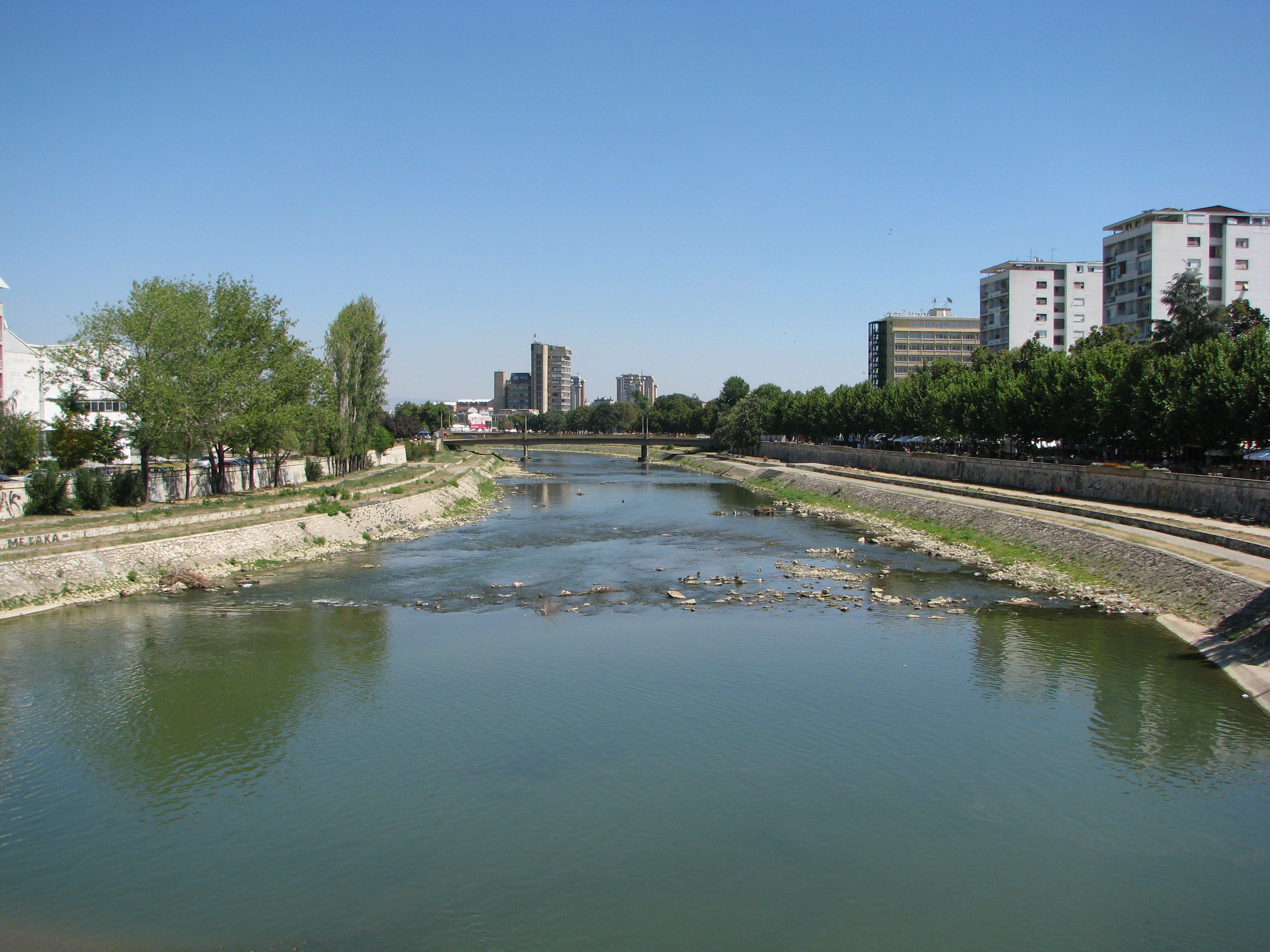
ヴァルダル川
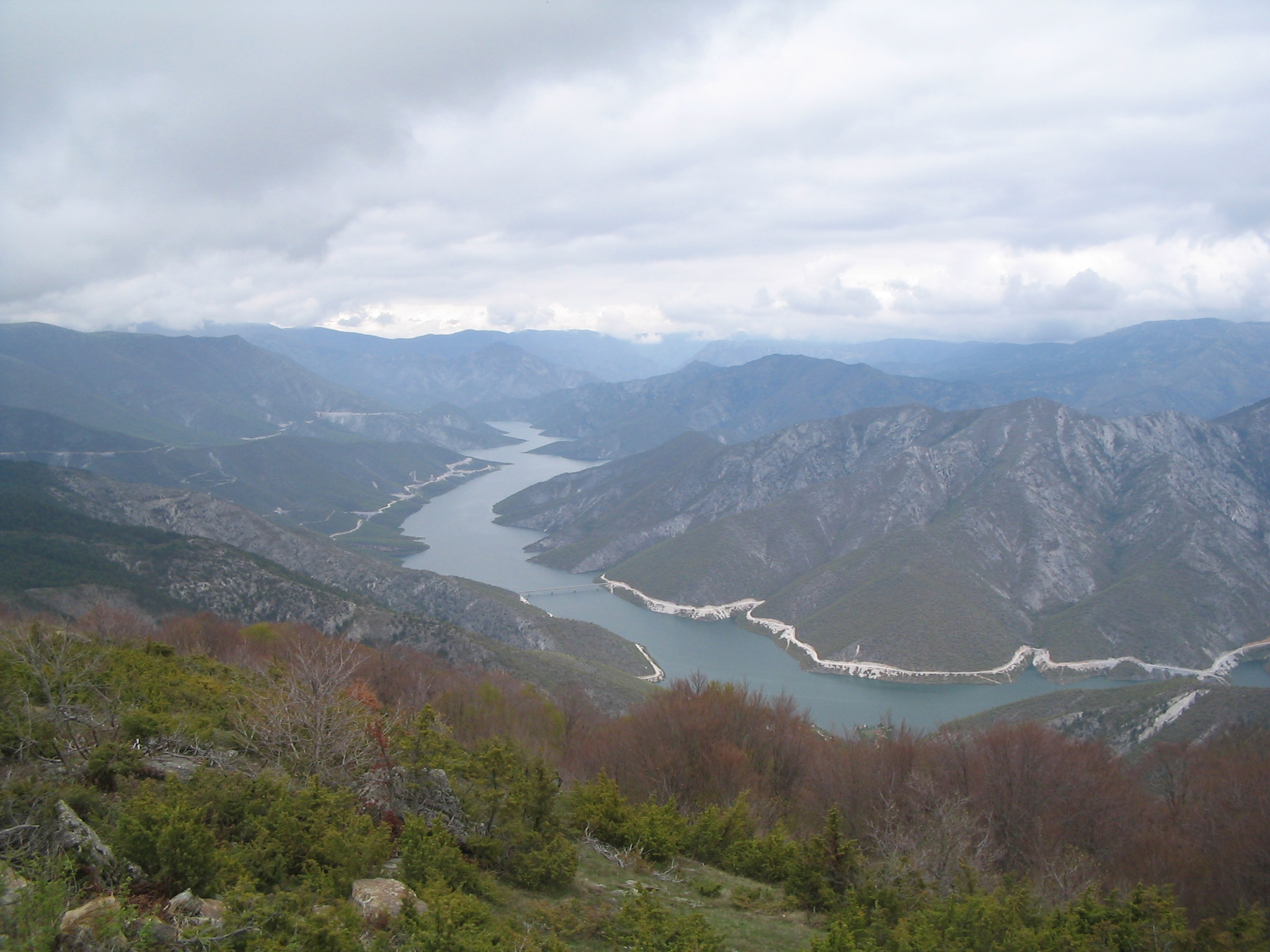
コズヤク渓谷

### 河川・湖
スコピエはヴァルダル川の源流から約96km（60マイル）離れた場所にあり、市内を流れたヴァルダル川はそのほとんどがテッサロニキ近くのデルタ地帯に流れている。川はやや大きいしゅう曲部をスコピエに作り、いくつかの橋が架けられそのうちの5つはスコピエ中心部に架けられている。いくつかの支流がスコピエでヴァルダル川に流れ込み、一番長い川はトレスカ川 (en) で130kmある。他にはレペナツ川 (en) 、プチニャ川 (en) 、カディナ川、マルコヴァ川、パテシュカ川が含まれこれらの河川はいずれも70km以下である。スコピエにはマトカ峡谷とトレスカに2つの人造湖があり、トレスカはトレスカ川に水を供給し市中心部の郊外数kmの場所にある。また、市内にはイァクピツァ（Jakupica）と呼ばれる氷河湖がある。

### 地質

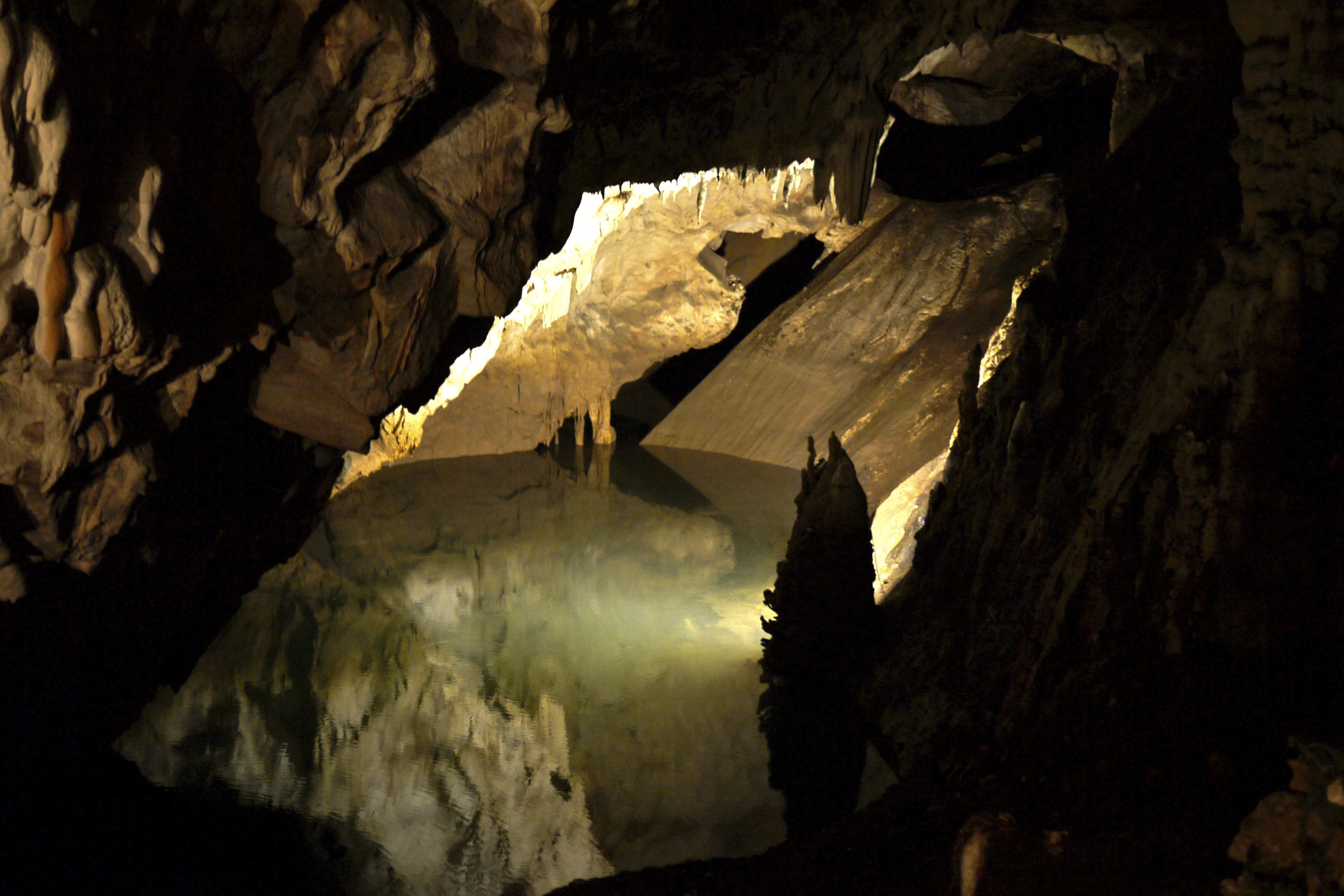
マルカ渓谷付近の洞穴

地震活動により中規模の山地が市周辺部には形成されている。スコピエは西部のシャール山 (en) 、南部のイァクピツァ山脈 (en) 、東部はオソゴヴォ (en) に囲まれ、オソゴヴォはマケドニアとブルガリアの国境になっている。スコピエ市街の最高地点は1,066mで、さらに離れた場所の山地のオソイ、スコプスカ・クルナ・ゴーラ、ジェデンはそれぞれ1,506m、1,260m、1,561mの標高がある。いくつかの川はマトカ川のように市周辺部に渓谷を形成する。スコピン谷は鮮新世の砂岩等で出来ており一部石灰岩カルストが洞窟を作る。

### 都市計画
スコピエ中心部はヴァルダル川を境に二つの基礎自治体に分けられている。川の北岸はチャイルでスタラ・チャルシヤがある旧市街で、南岸ツェンタルは現代的な建物で構成されたスコピエ市街の中心部である。同市は 中世以降 20 世紀初頭にいたるまでオスマン帝国の支配下にあったため、旧市街には主として木骨煉瓦造 2階建てのオスマン建築（モスクは石造）が、また近代以降に開発が進んだ新市街には中層の煉瓦造や RC 造のヨーロッパ建築がそれぞれ立ち並んでいた。
スコピエは都市計画が緩く、その結果1963年のスコピエ地震で市内の80%が破壊された。震災後国連主導で行われたスコピエの中心部を範囲とする都市計画のコンペで日本人都市計画家丹下健三が策定したプランが入賞した。丹下は多くの都市計画を策定しており1949年の広島市も含まれている。スコピエ計画は丹下の都市計画が実現する初めての機会だったのだが、現地で地元やその他の国のチームが参入して大幅な変更が加えられ、丹下の原案はスコピエ駅と駅西方向のシティーゲートと呼ばれるオフィス街の高層ビルの一部にその面影が辛うじて残る程度のものとなった。
もっとも意義深い実績はスコピエの鉄道駅で、高架のプラットホームは道路交通と歩行者を分離している。都市計画では川の南岸に震災により失われた1,800の住宅が計画された。地震に合わせて建築物を整備するユーゴスラビアの社会計画と国連の設立したスコピエの環境を作る計画は1960年代中盤に進展している。特筆すべきものは中央郵便局でマケドニア人建築家ヤンコ・コンスタンティノフによりデザインされている。

### スコピエ2014計画
今日のスコピエではすべての方向で多くの新しい開発が進められている。マケドニアの政権に就く内部マケドニア革命組織・マケドニア国家統一民主党は2010年に "Skopje 2014" と呼ばれる首都スコピエにより多くのモニュメント的なものとなる施設の整備計画を立てた。計画にはいくつかの彫像や泉、橋や博物館が含まれ費用は5億ユーロが見込まれる。この計画に対して新たなランドマークとなる建物に対して保守的な歴史主義建築家からはコストや彫像やモニュメントに少数派の表現が欠けていることに関してや、スコピエをテーマパークのようにしてしまうと非難されている。

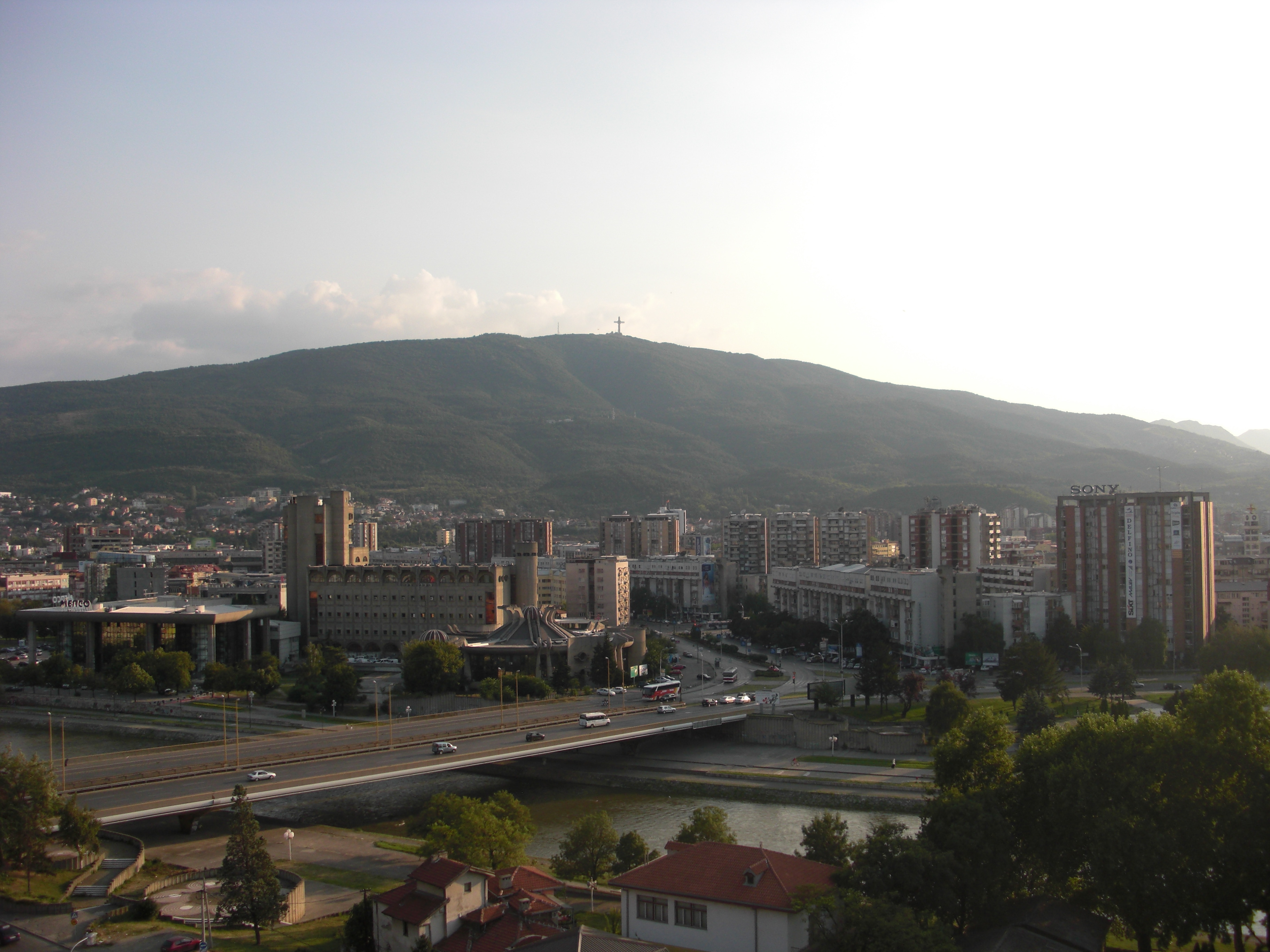
ヴォドノ山とスコピエの町
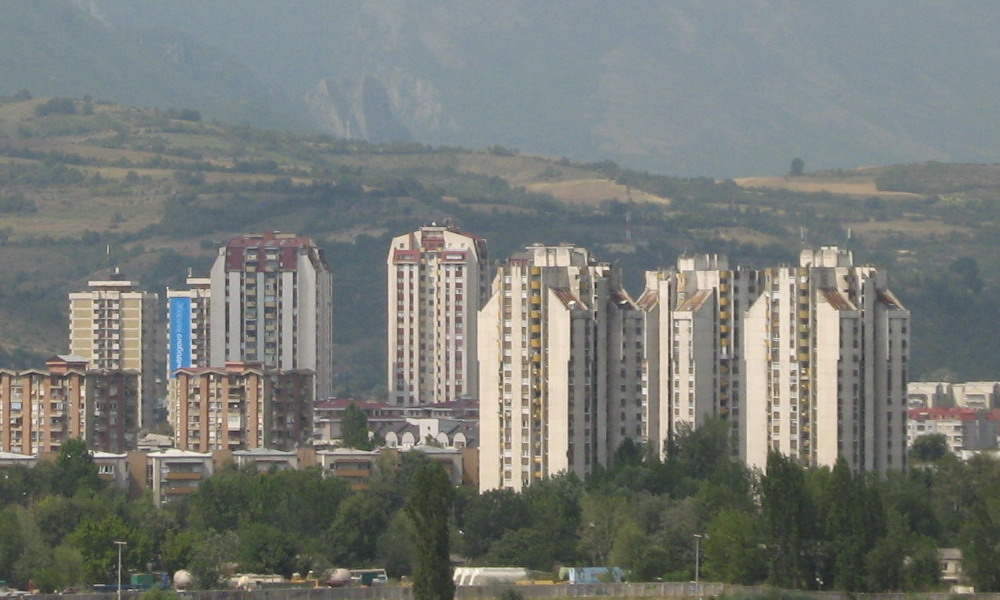
Towers Karpos4
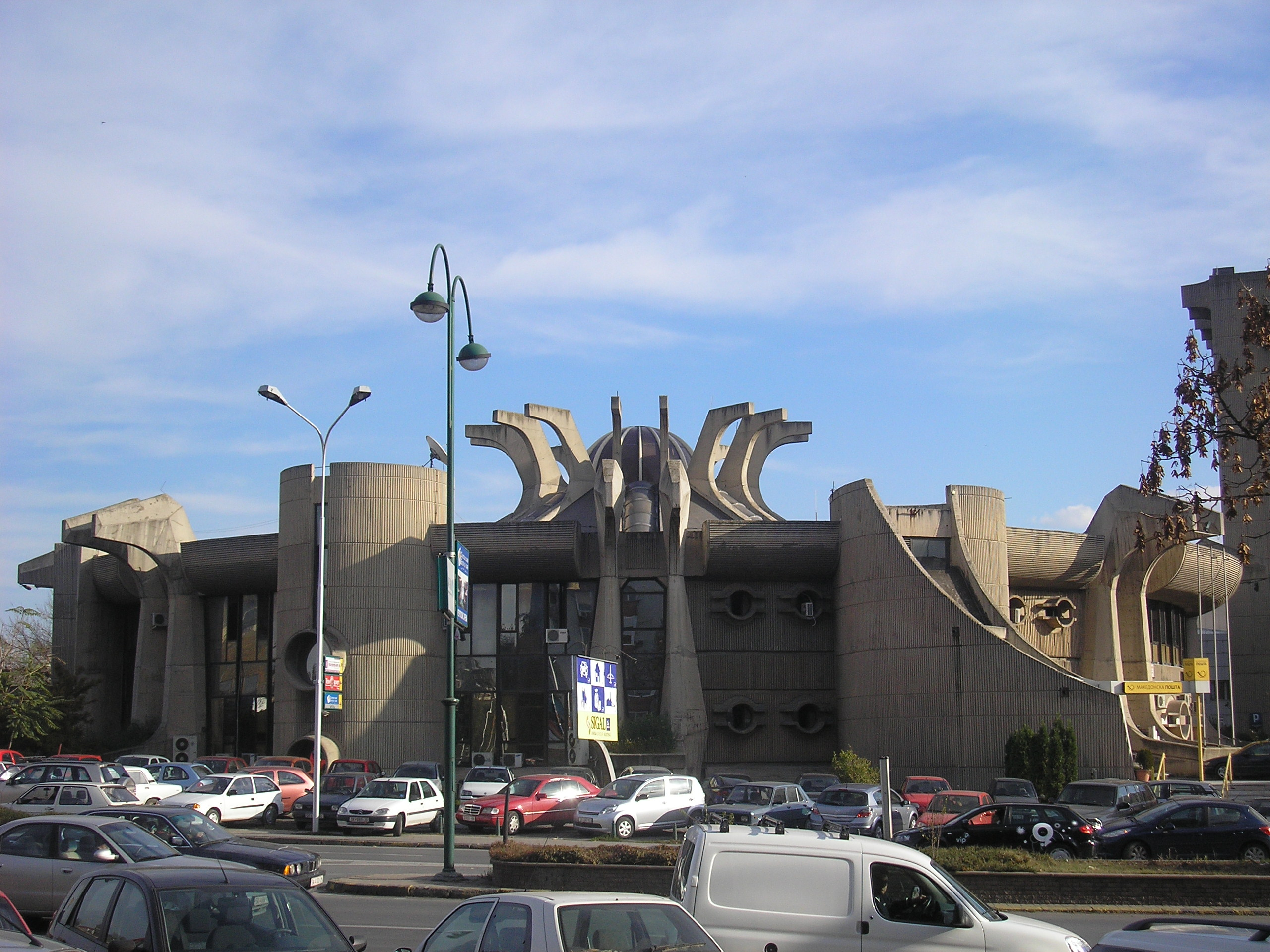
中央郵便局
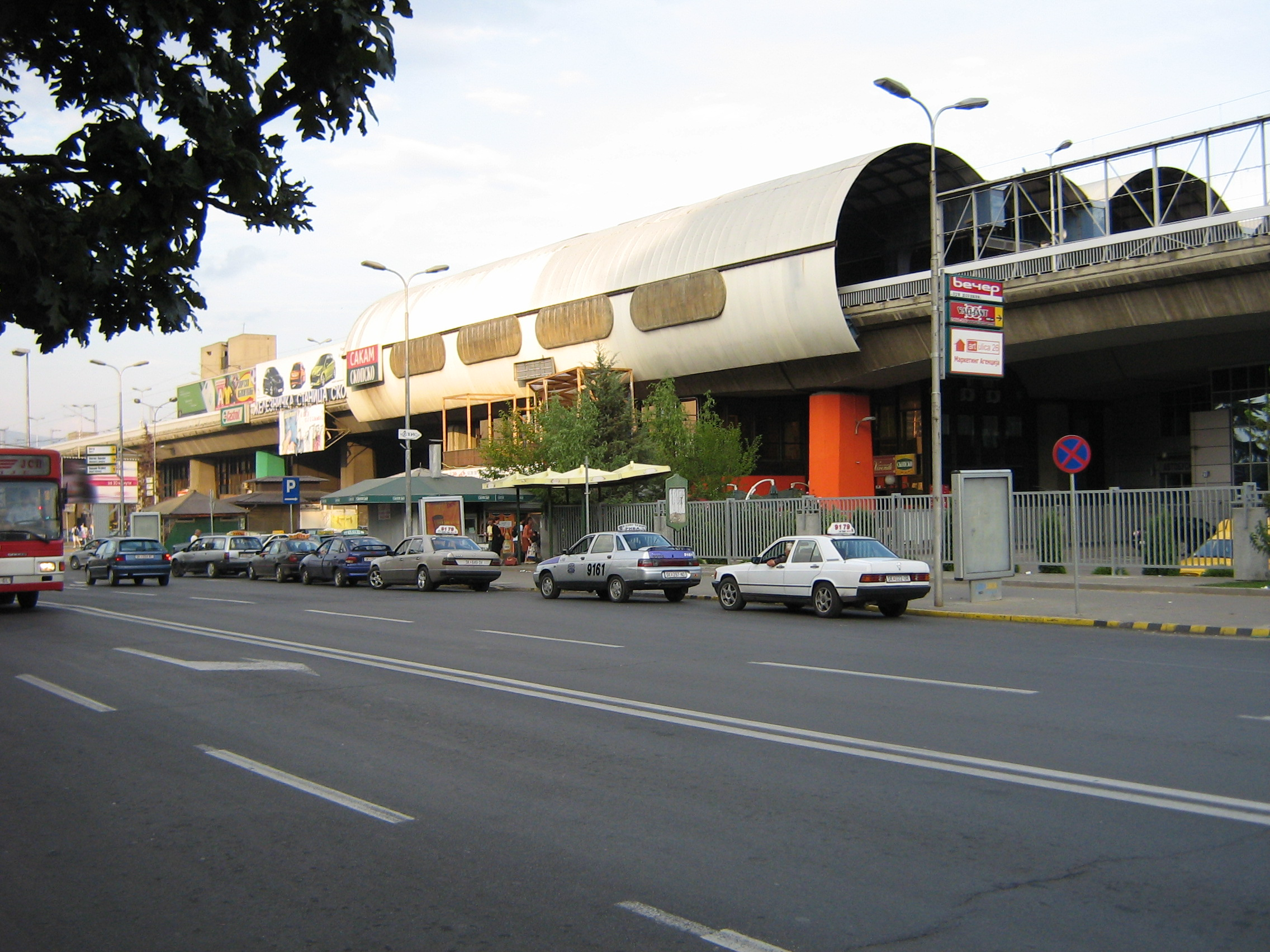
スコピエ中央駅
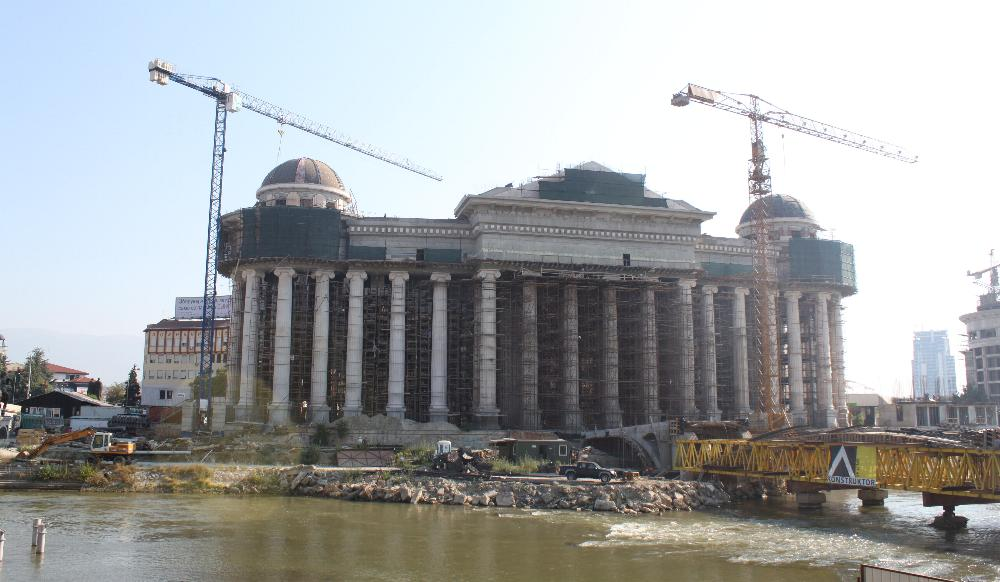
スコピエ2014計画によるヴァルダル川沿いの建設中の新しい建築物

### 気候
ケッペンの気候区分によると、スコピエの気候は温暖湿潤気候（Cfa）に属する。
スコピエの気候はケッペンの気候区分で温暖湿潤気候（Cfa）で、湿潤大陸性気候との境界に近い。降水量は北西部のプロクリェティイェ山脈の雨蔭になるため比較的少なく、同緯度のアドリア海沿岸で得られるうちの4分の1だけである。夏は蒸し暑く、冬は寒く湿気がありしばしば降雪が見られる。夏の気温は通常31°Cを超え、時には40°Cを超えることもある。春や秋は15-24℃の間で経過する。冬の気温はおおよそ6°Cであるが0°Cを下回ることもあり、時折-10°Cを下回ることもある。降水は年間を通して見られ、10月から12月と4月から6月に多くなる。
北緯42度の山岳地帯に位置するにもかかわらず、冬季の気温が高い。低緯度である北緯35度から北緯40度に位置する飛騨地方や長野県、東北地方内陸部よりも冬季の日平均気温と平均最低気温が高く、降雪量も少ない。
| スコピエの気候                                                  | スコピエの気候 | スコピエの気候 | スコピエの気候 | スコピエの気候 | スコピエの気候 | スコピエの気候 | スコピエの気候 | スコピエの気候 | スコピエの気候 | スコピエの気候 | スコピエの気候 | スコピエの気候 | スコピエの気候 |
| 月                                                              | 1月            | 2月            | 3月            | 4月            | 5月            | 6月            | 7月            | 8月            | 9月            | 10月           | 11月           | 12月           | 年             |
| --------------------------------------------------------------- | -------------- | -------------- | -------------- | -------------- | -------------- | -------------- | -------------- | -------------- | -------------- | -------------- | -------------- | -------------- | -------------- |
| 最高気温記録 °C （°F）                                          | 18.7 (65.7)    | 24.2 (75.6)    | 28.8 (83.8)    | 32.4 (90.3)    | 35.2 (95.4)    | 41.1 (106)     | 42.8 (109)     | 43.2 (109.8)   | 37.0 (98.6)    | 33.9 (93)      | 28.2 (82.8)    | 22.1 (71.8)    | 43.2 (109.8)   |
| 平均最高気温 °C （°F）                                          | 4.5 (40.1)     | 8.3 (46.9)     | 14.0 (57.2)    | 19.1 (66.4)    | 24.4 (75.9)    | 28.8 (83.8)    | 31.4 (88.5)    | 31.5 (88.7)    | 26.5 (79.7)    | 19.8 (67.6)    | 11.5 (52.7)    | 5.5 (41.9)     | 18.8 (65.8)    |
| 日平均気温 °C （°F）                                            | 0.1 (32.2)     | 2.6 (36.7)     | 7.6 (45.7)     | 12.1 (53.8)    | 17.3 (63.1)    | 21.5 (70.7)    | 23.8 (74.8)    | 23.8 (74.8)    | 18.8 (65.8)    | 13.1 (55.6)    | 6.5 (43.7)     | 1.7 (35.1)     | 12.4 (54.3)    |
| 平均最低気温 °C （°F）                                          | −3.8 (25.2)    | −2.3 (27.9)    | 1.6 (34.9)     | 5.4 (41.7)     | 10.0 (50)      | 13.7 (56.7)    | 15.8 (60.4)    | 15.7 (60.3)    | 11.6 (52.9)    | 7.2 (45)       | 1.8 (35.2)     | −1.8 (28.8)    | 6.2 (43.2)     |
| 最低気温記録 °C （°F）                                          | −25.6 (−14.1)  | −21.8 (−7.2)   | −10.8 (12.6)   | −5.8 (21.6)    | −1.0 (30.2)    | 3.0 (37.4)     | 7.0 (44.6)     | 7.0 (44.6)     | −2.0 (28.4)    | −6.4 (20.5)    | −12.2 (10)     | −22.9 (−9.2)   | −25.6 (−14.1)  |
| 降水量 mm （inch）                                              | 30 (1.18)      | 29 (1.14)      | 38 (1.5)       | 40 (1.57)      | 43 (1.69)      | 54 (2.13)      | 38 (1.5)       | 36 (1.42)      | 34 (1.34)      | 49 (1.93)      | 45 (1.77)      | 48 (1.89)      | 483 (19.02)    |
| 平均降水日数                                                    | 10             | 9              | 10             | 10             | 11             | 10             | 7              | 6              | 6              | 7              | 9              | 11             | 106            |
| 平均降雪日数                                                    | 5              | 5              | 3              | 0.2            | 0              | 0              | 0              | 0              | 0              | 0.1            | 2              | 5              | 20             |
| % 湿度                                                          | 83             | 75             | 68             | 66             | 66             | 61             | 56             | 56             | 63             | 74             | 82             | 85             | 70             |
| 平均月間日照時間                                                | 52.7           | 90.4           | 136.4          | 168.0          | 232.5          | 258.0          | 285.2          | 275.9          | 207.0          | 161.2          | 105.0          | 71.3           | 2,043.6        |
| 出典1：, World Meteorological Organization (precipitation days) |                |                |                |                |                |                |                |                |                |                |                |                |                |
| 出典2：Hong Kong Observatory (sun data)                         |                |                |                |                |                |                |                |                |                |                |                |                |                |

## 歴史

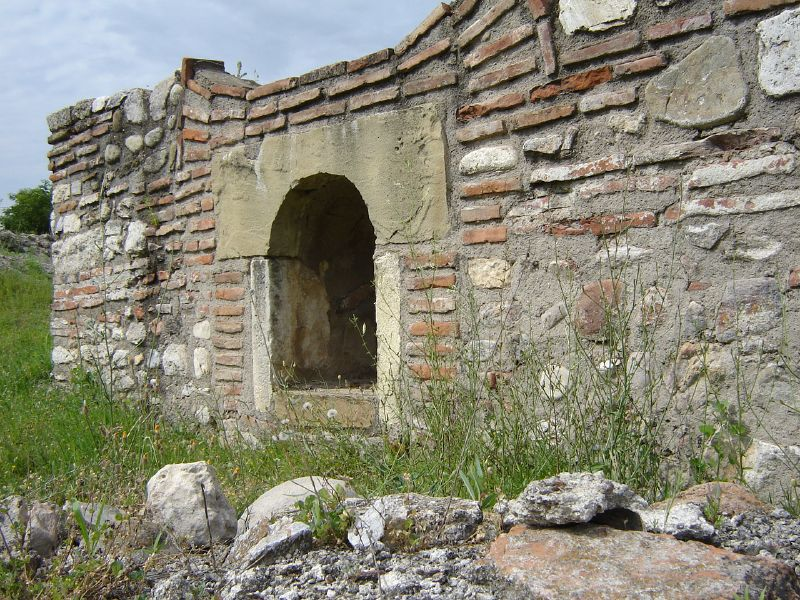
古代スクーピの集落の壁の跡

### 古代
現代のスコピエのある地域は紀元前4000年頃より人が居住していた。新石器時代の集落跡がスコピエ城塞付近で発見されている。スコピエ低地にやってきた最初の人たちはおそらく、スキタイやケルト人、イリュリア人からの影響を受けたトラキア人の一部族、トリバッリ (en) であった。その後、スコピエ周辺にはパエオニア人が住むようになるが、紀元前3世紀になるとダルダニア人が侵略する。スクーピはスコピエの古代の名称であるがダルダニアの首都となり、ダルダニアの王国は現代のニシュからヴェレスにあたる地域に紀元前2世紀版図を広げる 。その後ローマ帝国が東方に拡大し入植地としてスクーピにもその支配がもたらされ、その大部分はドミティアヌス（81 - 96）治世時の第IIV軍団クラウディアの古参兵であった。しかしながら、いくつかのマケドニア属州からのマルクス・リキニウス・クラッススの軍はすでに紀元前29-28年ころに公式に帝国が支配する以前に駐屯していた 。その直ぐ後のアウグストゥス統治期にモエシア属州の一部となる 。その後86年にドミティアヌスにより属州が分離にされると、スクーピは植民地として地位が上がり、新しい属州である上モエシア州内の地域の首府が置かれた。この地域はダルダニアと呼ばれ上モエシア属州内ではダルダニアによる特別な地域であった。395年からはビザンティンの支配下となり、スクーピは5世紀半ばには大主教の中心がおそらく置かれている。(ラテン語: Archidioecesis Scopiensis).

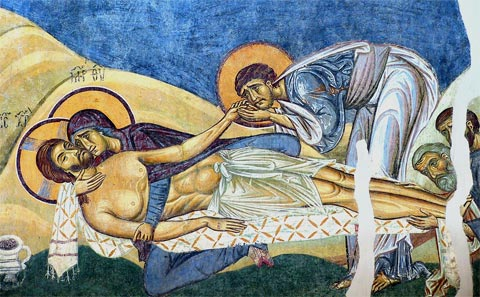
聖パンテレイモン教会で発見されたピエタのフレスコ

### 中世
ビザンティン支配後のスクーピは地域の交易や軍の駐屯地として重要な場所となった。ビザンティン皇帝ユスティニアヌス1世（527-565）はタウレシム (en) で生誕している。この町は現代のスコピエから 僅かに南東へ20km離れた場所にある。その後、スクーピは518年に地震により完全に壊滅してしまい、歴史家のプロコピオスによればユスティヌス1世は新しい建物や都市を自分の生誕地であるタウレシウムやベデリアナ（今日のタオル（Taor）やバデル（Bader）の村がそうであるとされている。）に建てられ、これらの土地はレペネツ川がヴァルダル川が流れ込む肥沃な土壌となっており、中世の都市跡ユスティアナ・プリマ (en) が残されている 。混乱に伴いブルガリア、イピロス専制公国、ニケア帝国などが次々に占領した。中世初期にスクーピはビザンティンと第一次ブルガリア帝国の争いの場となり972年から992年にかけ第一次ブルガリア帝国の首都であった。1018年にビザンティンの行政地域（katepanat）の首府となるが、後に第一次ブルガリア帝国の手に落ちる。スコピエは交易により栄えていたが、11世紀後半の他の地震により衰退し始める。1189年、スコピエは短期間セルビアの支配を受ける。スコピエはブルガリアの封建領主の首都となり後の13世紀半ばコンスタンティン1世の支配となる。ビザンティンは地域での影響力を取り戻すため、スコピエの衰退を利用したが再びその支配を失い、1282年にステファン・ウロシュ2世ミルティンに移った。ミルティンの孫であるステファン・ウロシュ4世ドゥシャンはスコピエを首都とし、後にセルビア人とギリシャ人の皇帝を宣言し、続いて1346年にスコピエを首都とするセルビア帝国を成立させ、大主教座は総主教座に昇格された。1355年にウロシュ4世は急逝し、その跡をステファン・ウロシュ5世が継いだが、セルビア帝国は維持されず小さな公国に分裂した。ヴク・ブランコヴィッチ (en) は中世にスコピエを支配した最後のセルビア人でキリスト教徒の君主である。

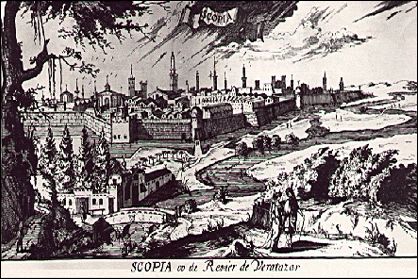
1594年頃のスコピエ

### オスマン支配期
バルカン半島の各地を征服したオスマン帝国は1392年にスコピエを征服し、以来520年間その支配下に置かれている。オスマンは町の名称をユスキュプ（Üsküb）と名付けている。オスマンは最初にスコピエサンジャクを設立しユスキュプをその中心都市とした。ユスキュプは中央ヨーロッパの中に広がる戦略的に重要な場所で、オスマン支配期町はヴァルダル川とセルヴァ川の合流地点に向かって拡張していった。町は直ぐにムスリム人口が多数派となり、建築様式もそれに従って変化している。15世紀にはカパン・ハンやスリ・ハンなどのような多くのキャラバンサライが町には設けられた。スコピエのランドマークとなっている石橋の再建やダウト・パシャハンマムの建築はこの期間に行われている。また、多くのスペインから追われたセファルディムがユスキュプに住み着き、文化的な交わりや町の交易の評判を高めた。

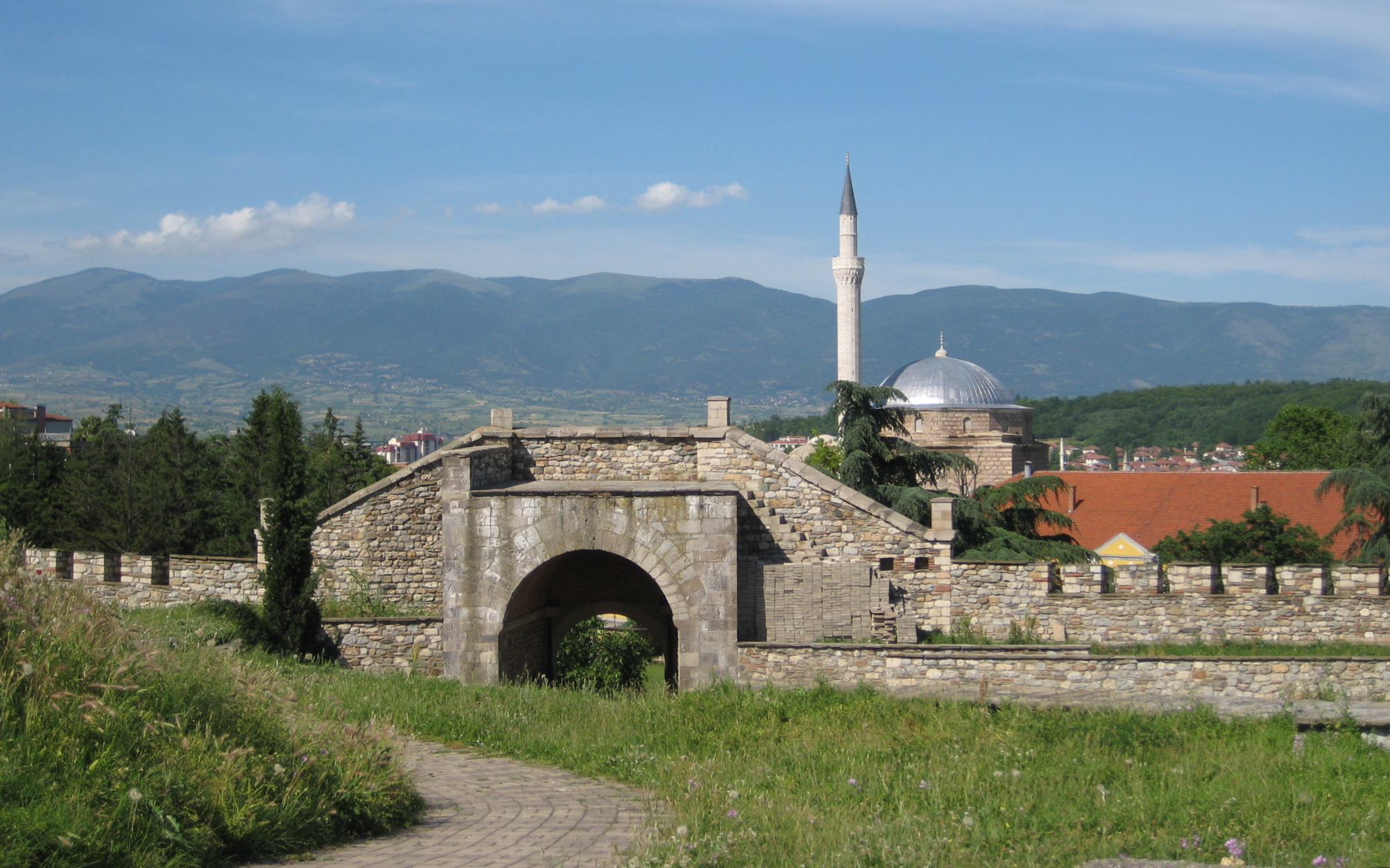
スコピエ城塞からのムスタファ・パシャモスクの眺め

オスマン支配下ではいくつかのモスクが都市に出現し、教会の土地はしばしば以前兵士だった者に接収され、多くの教会が当時モスクに転換されていった。1689年にユスキュプはハプスブルクの大将ピッコロミニ (en) は少しの間占領した。彼らの軍勢は長くは留まらなかったが、町を疫病が急速に襲った。ピッコロミニの軍勢は町を撤退する際、ユスキュプの町に火を放って (en) おり、これは疫病を根絶するために火が放たれたと言う者もいるが1683年にオスマンがウィーンで起こした第二次ウィーン包囲の報復で火は放たれている。その後の2世紀でユスキュプの名声は衰え19世紀までには人口はほんの1万人まで減って行った。しかしながら、1873年にユスキュプ - サロニカ（現在のスコピエ - テッサロニキ間）に鉄道が完成すると多くの旅行者や商人を町にもたらし以前の3万人程度の人口に回復した。17世紀のスコピエでは正教会やムスリム、カトリック教会、ユダヤ教を含む多様な宗教的人口があった。ローマカトリックのスコピエ教区の宗教的リーダーはボシュニャク人やイタリア人、マケドニア人など多様な民族を背景としており、例えばギリシャ人修道士のイアキントゥス・マクリポダリウス (en) （Υάκινθος Μακρυποδάρης,1610-1672）は1645年から1649年にかけスコピエの司教であった。
オスマンのタンジマート（1839-76）改革の頃、帝国内ではナショナリズムが高まり1870年に新しくブルガリア正教会から分離して教会が設けられた。これは宗教的原則よりも民族的同一性に基づいている。スコピエ主教区の人口の1874年の投票で91%の圧倒的多数は教区に参加することを望んだ。内部マケドニア革命組織が1893年にテッサロニキで小規模な反オスマンのマケドニア人の革命組織として設立され、マケドニアは不可分な領土であり宗教や民族は問題ではなく居住するすべての住民をマケドニア人と呼ぶべきと考えていた。1903年にオスマン帝国に対する組織化された反乱が内部マケドニア革命組織により引き起こされた。スコピエでは革命の組織は上手く行かず武器の不足など深刻な問題であった。反乱が発生した時に反乱軍は軍事列車を脱線させている。8月3日と5日にそれぞれヴァルダル川の橋と聖ヨヴァン修道院でトルコの部隊に反乱組織は攻撃を仕掛けている。次の数日間で一団はオスマンの非正規兵であるバシ・ボズクに追われブルガリアへ移動した。1912年8月12日から15,000人のアルバニア人により引き起こされた反乱 (en) によりオスマンは都市から追われている。

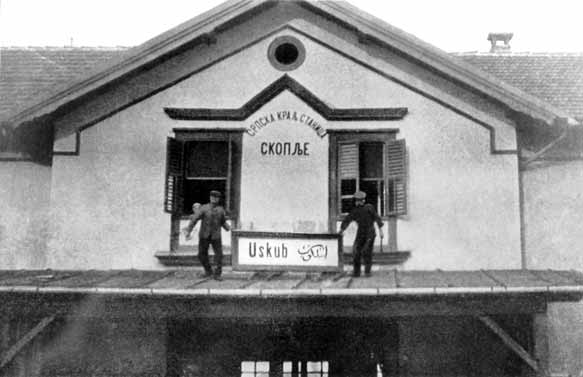
セルビア兵によってÜskübからSkopljeの表記に変えられる看板。1912年

オスマン帝国軍は第一次バルカン戦争時にモンテネグロ王国とギリシャ王国、セルビア王国、ブルガリア王国の共同戦線に対抗することが出来なかった。セルビア王国がクマノヴォの戦いの間、その数週間後に援軍が到着した時オスマン帝国はマケドニアの全てから撤退しなければならないことが明らかになった。

### バルカン戦争から第二次世界大戦まで
ロンドン条約により1913年にセルビア政府により現代のマケドニアは統治されるようになった。スコピエは第二次バルカン戦争の間もセルビア王国の統治下に残り、ブルガリアなど以前戦線を組んだ国同士で戦いが行われている。第一次世界大戦が勃発した1915年にブルガリア王国によりスコピエは占領される。1918年に新たに成立したユーゴスラビア王国の一部となり1939年まで続いた。1920年の半年間わずかな期間、スコピエはユーゴスラビア共産主義者同盟の支配下に置かれた。セルビア人の支配層はマケドニア人のナショナリズム (en) を潰すためにオスマン支配時には考えられなかった弾圧を行った。1931年に分権化されたユーゴスラビア王国に移り、スコピエはヴァルダル自治州の州都となった。1941年、ユーゴスラビアは戦争に突入し大規模な反戦デモが町の通りで行われていた。1941年4月7日、スコピエはナチス・ドイツの占領を受けその支配下に入り 、後にブルガリアによって占領されている。幅広い分野で「ブルガリア化運動」がブルガリアの占領軍により行われ、国立劇場や博物館、高等教育機関であるボリス王大学などが設立された。 
1943年3月11日、スコピエ全域に居住する3,286人のユダヤ人はポーランドのトレブリンカ強制収容所のガス室に強制連行された。この方法はブルガリアがユダヤ人を扱った方法とは対照的であった。 

### 第二次世界大戦後から現代まで
スコピエは1944年9月13日にユーゴスラビアパルチザンの一軍隊であるマケドニア解放戦線と新たに同盟を組んだブルガリア人民軍により解放された。ブルガリアは1944年9月にソ連に無条件降伏して以降、枢軸国側から連合国側に変わり対ドイツ戦に加わっている。その後、直ぐにスコピエは新しく成立したユーゴスラビア社会主義連邦共和国内のマケドニア人民共和国の首都となった。

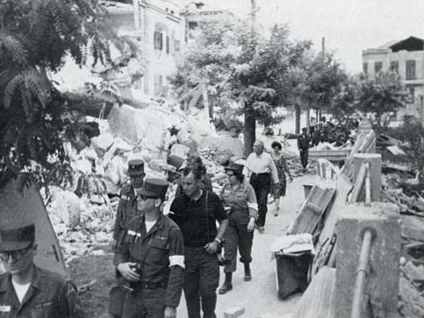
スコピエ地震時に被災者を医療提供場所に送る米軍隊員

1991年までスコピエはマケドニア社会主義共和国の首都であった。都市は拡大し、1945年に15万の人口であったスコピエは1990年代前半には60万まで増えている。1960年代に入ると1962年のヴルダル川の洪水に続いて、1963年にはスコピエ地震の被害を受けている。マグニチュード6.1の地震によって1,000人以上が犠牲になり120,000人以上が家を失った。また、多くの文化的施設が深刻な被害を受けた。大規模な国際的支援によりスコピエの町は復旧が進んだが、多くの古い魅力的な新古典主義が失われている。新しい都市計画のマスタープランは当時、第一線で活躍していた日本人建築家で都市計画家の丹下健三によって作成された。地震で損傷を受けた旧スコピエ駅は今日でも犠牲者を偲ぶためにスコピエ博物館として残されている。スコピエ中心部の19世紀から18世紀に遡る新古典主義の国立劇場や多くの政府庁舎、スコピエ城塞（カレ城塞）なども激しい地震により破壊された。国際的な金融支援がスコピエに注がれたことは都市の再生に寄与し、その結果1960年代当時のブルータリズムの建築物が建ち並ぶ近代的な都市となり、中央郵便局や国立銀行はその中でも代表的な建物である。幸いにも地震からスタラ・チャルシヤの旧市街は生き残っている。スコピエの近代的な建築物群は復興の象徴であるが、その一方で都市に無機質さや不釣り合いな印象を与える場合もある。1991年にマケドニアがユーゴスラビアから独立するとマケドニア共和国の首都となり、現在ではスコピエの通りや建物、店舗では改装が進んでいる。2006年7月に新しい政府が選ばれると1963年に損傷を受けたスコピエ城塞や19世紀の旧国立劇場、旧国立銀行などの復元や保存の計画が立てられた。他には新しい博物館や公文書館、憲法裁判所、音楽劇場などの建設が計画されている。スコピエ2014プロジェクトによりピリッポス2世スタジアムの再整備が2015年に完了する予定で 、スコピエ空港の再整備と拡張も進められているが一方でこうした新たな開発に関しては財政的な面や景観などから批判もある。

## 行政
スコピエはスコピエ地方内の10の基礎自治体で構成されている。スコピエの構成自治体はそれぞれ「スコピエに関する法律」により定められた独自の基礎自治体となっている。

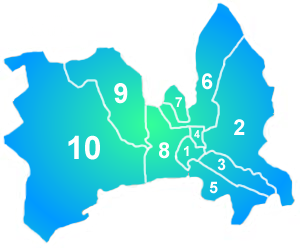

行政区域

| Nr.  | 基礎自治体 (Општина)                              | 面積 (km²) | 人口 (2002) |
| ---- | ------------------------------------------------- | ---------- | ----------- |
| 1    | ツェンタル Centar (Центар)                        | 7.52       | 45,412      |
| 2    | ガジ・ババ Gazi Baba (Гази Баба)                  | 110.86     | 72,617      |
| 3    | アエロドロム Aerodrom (Аеродром)                  | 21.85      | 72,009      |
| 4    | チャイル Čair (Чаир)                              | 3.52       | 64,773      |
| 5    | キセラ・ヴォダ Kisela Voda (Кисела Вода)          | 34.24      | 57,236      |
| 6    | ブテル Butel (Бутел)                              | 54.79      | 36,154      |
| 7    | シュト・オリザリ Šuto Orizari (Шуто Оризари)      | 7.48       | 22,017      |
| 8    | カルポシュ Karpoš (Карпош)                        | 35.21      | 59,666      |
| 9    | ジョルチェ・ペトロフ Gjorče Petrov (Ѓорче Петров) | 66.93      | 41,634      |
| 10   | サライ Saraj (Сарај)                              | 229.06     | 35,408      |
| 合計 | スコピエ                                          | 571.46     | 506,926     |

### 行政府
1976年から1996年にかけてスコピエはガジ・ババ、カルポシュ、キセラ・ヴォダ、ツェンタル、チャイルの5つの自治体で構成されていた。1996年にスコピエではガジ・ババ、カルポシュ、キセラ・ヴォダ、ツェンタル、シュト・オリザリ、ジョルチェ・ペトロフの異なった7つの基礎自治体が定められた。現在の行政区は2004年に定められたものである。スコピエの市長は直接選挙で選出されている。現在の市長はコセ・トラヤノフスキ（ Koce Trajanovski/Коце Трајановски）で2009年4月の選挙で選出されている。

### 市議会
スコピエの政治は4年ごとの直接選挙で選出される定員45名の市議会により運営されている。市議会では主に予算の議決、政策指針、マケドニア政府とスコピエ市の関係を確実にしている。いくつかの委員会へより具体的に業務が分配され、財務、地域開発、都市計画、environnement58などがある。市議会の議長は2009年に行われた選挙の中から内部マケドニア革命組織・マケドニア国家統一民主党のイレーナ・ミシェヴァが指名されている。
| 政党                                                          | 議席 |
| ------------------------------------------------------------- | ---- |
| 内部マケドニア革命組織・マケドニア国家統一民主党 (VMRO-DPMNE) | 19   |
| マケドニア社会民主連合 (SDSM)                                 | 11   |
| 民主統合連合 (DUI)                                            | 5    |
| マケドニア新民主                                              | 3    |
| マケドニア自由民主党 (LDP)                                    | 3    |
| VMRO                                                          | 2    |
| ティトー左派                                                  | 1    |
| 有権者グループ                                                | 1    |

## 経済
ユーゴスラビア社会主義連邦共和国時代、スコピエは重要な経済的中心地に変わって行った。マケドニアでは最大の経済や産業の中心地であるが、ギリシャの国境閉鎖やマケドニア独立後の経済制度の変化により第二次産業や第三次産業は影響を受けている。ギリシャのテッサロニキは以前はマケドニア製品の輸出港として重要な割合を占めていたが、共産主義体制が廃れると以前の国営企業は破綻している。また、マケドニア人とアルバニア人との間の争いは経済に対して投資家などに良くない印象を与えている。
2002年のスコピエの失業率は14.0%でマケドニア国内の19%に比べると低くなっている。2002年現在、おおよそ64,000の企業が市内にある。市では経済的な課題を解決するために、統合した経済特区に頼っている。浄化された工場、教育、観光開発、無関税経済地区で、スコピエ郊外のブナルズキ(Bunardzik)などに立地する。スコピエには多くの工場も立地する。もっとも重要な産業は金属加工、化学、繊維、印刷などの工業である。スコピエを拠点としている著名な企業にはアルセロール・ミッタル・スコピエ、オイル・ラフィネリ、タイタン・セメント工場、スコヴィン・ワイナリーなどが含まれる。マケドニア証券取引所は、マケドニアにとって一番重要な証券取引所でスコピエにあり1995年に設立された。

### 予算
スコピエ市の2010年の歳入は41億4335万マケドニア・デナールで、20億デナールは直接税で10億デナールは政府からの交付である。残りは間接税や振替、様々な寄付などである。一方、歳出は47億2555億7000デナールで、5億8,200万デナールの赤字になっている。

## 統計

スコピエの民族分布

スコピエはマケドニアの都市の中で一番人口が多い都市である。2002年の国勢調査によればスコピエの人口は506,926人であった。比較的最近の非公式な統計によれば2006年には668,518人が居住している。

### 民族構成

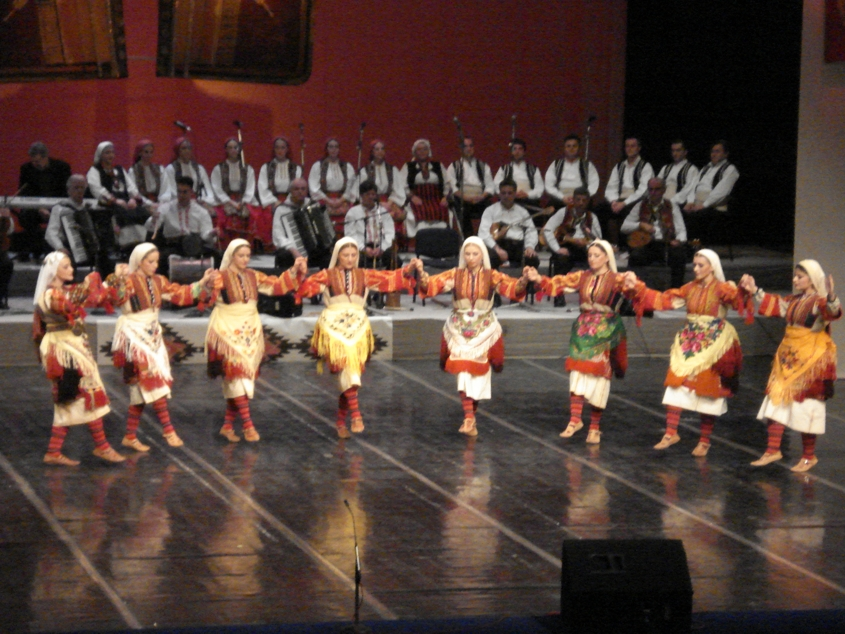
民族舞踊

スコピエで最多の人口を構成する民族はマケドニア人で338,358人が居住し全人口の66.75%を占める。続いてアルバニア人が占め、103,891人おり20.49%を占めている。ロマは23,475人居住し、全人口の4.63%を占める第三の民族集団となっている。また、スコピエにはセルビア人が14,298人居住し2.82%を占め、トルコ人も8,595人居住し1.70%を占めている。ボシュニャク人は7,585人が居住し1.50%を占めている。アルメニア人は2,557人が居住し、1.61%を占めている。残りの8,167人、1.61%の人々は違う民族を宣言している。
最大のマイノリティとなるアルバニア人は他の民族と比べその多い人口から特権が認められ、初等学校や地元行政機関でアルバニア語が使用され、スコピエの25%がアルバニア語話者でマケドニア語に加え公用語としてアルバニア語が加えられている。
ロマが最初にスコピエにやってきたのはオスマン帝国の時代でその多くがトッパナ "Topaana" と呼ばれる地区に居住している。 "Topaana"はトルコ語由来で大砲鋳物工場や兵器工場を意味しており、ロマたちはそこでトルコの火薬を製造する仕事を見つけた。

### 人口統計
20世紀半ばまでスコピエはかなり小規模な都市であった。ユーゴスラビア内の共和国の首都の地位を得ると、産業化の進展により大きな人口増加がもたらされた。1948年にはマケドニアの全人口の9.6%がスコピエに住むだけであったが、1994年にはおよそ25%を占めるまでになった。1953年の国勢調査によれば、122,143人がスコピエに居住しマケドニア人は74,686人と61.1%を占め、トルコ人は22,562人で18.5%、セルビア人は8,650人で6.4%、ロマは7,829人で6.4%、アルバニア人は3,166人で2.6%を占めていた。1963年の地震により町の80%が被災し、約1,000人が犠牲となったが町は急速に復旧し、急激な人口増加を引き起こした。1948年には102,600人であった人口は1981年には400,000人を超えている。1980年代以降、ユーゴスラビアでは社会不安などにより経済は停滞し様々な問題も生じ、1991年にはマケドニアは独立した。その結果、1981年から1994年にかけての人口増加は他の年代に比べると少ない40,100人である。その後は再び人口は急増している。

### 保健
スコピエで一番大きい公立病院は1944年に設立され11,000床を備えている。1960年代には放射線による腫瘍（ガン）の治療機関が開設されている。フィリップ2世病院は心臓学に特化した病院で2000年に開設され、2004年に病床が設立された。2003年のスコピエの出生率は10.6‰で死亡率は 7.7‰である。スコピエの出生率は全国平均の13.14‰に比べると低いが、死亡率は同程度である。幼児の死亡率は全国平均は2003年で11.74%で、スコピエは11.18%と全国平均とほぼ同様である。

### 教育

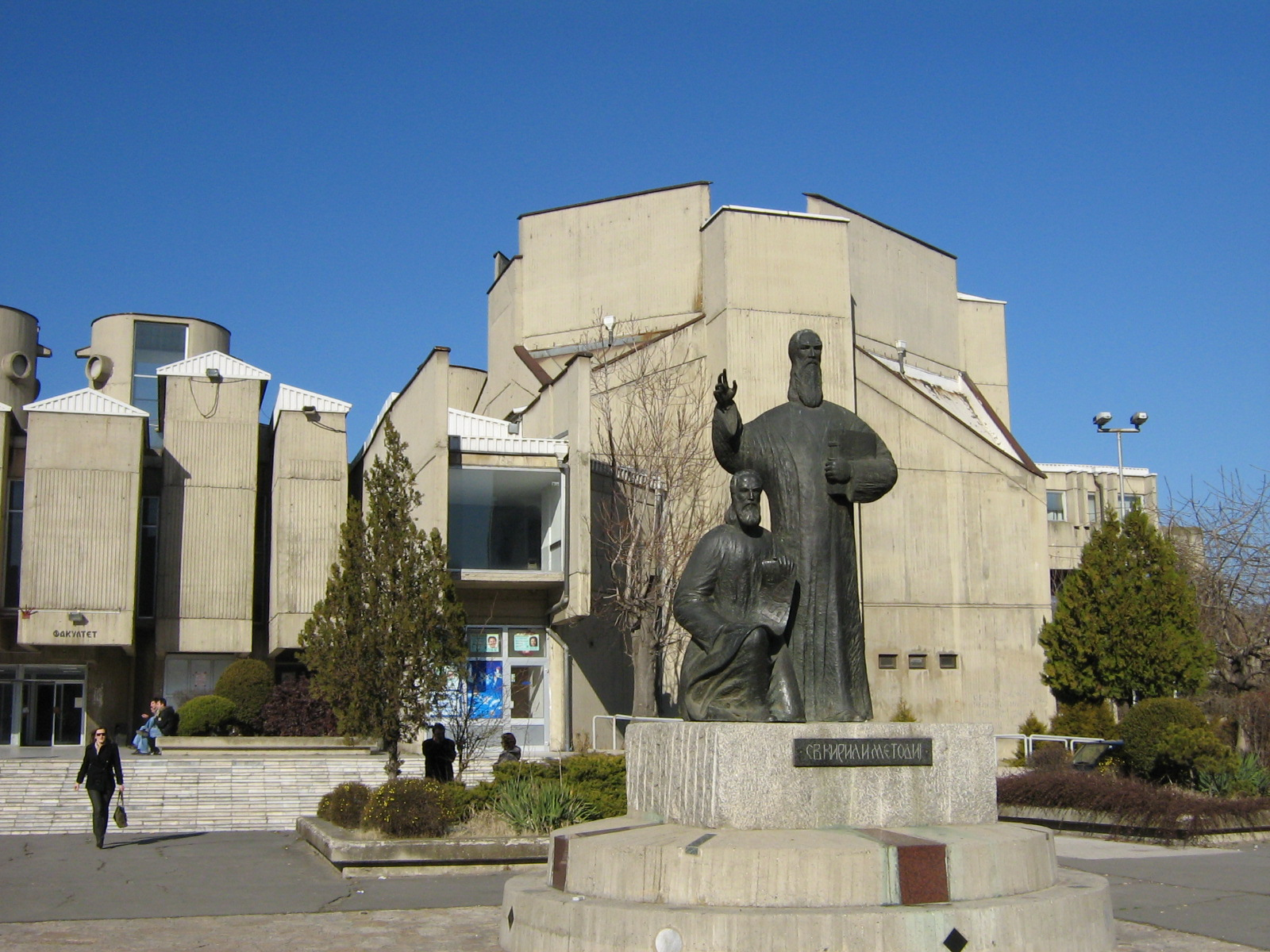
国立聖キュリロス・メトディオス大学

2002年の国勢調査では193,425人の市民は高校修了までの教育を受けており、107,408人の市民は初等学校修了だけの教育を受けている。また14,194人は大学へ進み、49,554人は学士号を、1,777人は修士号、1,682人はPh.D.を取得している。その一方で11,259人は教育を受けておらず、28,292人は教育が不十分なままである。10歳以上のスコピエ市民の識字率は97.5%で、これは全国平均の96.1%より若干高くなっている。通常、スコピエからは他のマケドニアの地方に比べると教育へのアクセスは簡単である。スコピエ市内にはいくつかの大学があり、一番大きく歴史がある大学は聖キュリロス・メトディオス大学である。この公立大学は1949年に3つの学部で設立され、それ以来23の学部と10の研究機関に拡大され36,000人の学生を有している。
マケドニア共和国の独立以来、新しい大学が設立されそのほとんどが私立である。欧州大学は2001年に設立され経済学やコンピュータ科学、法律、政治学、グラフィックデザインの学部が設立されている。 FON大学は2003年に設立され、政治、国際関係、外国語、投資、安全、環境マネージメント、経済、技術、情報コミュニケーション、スポーツなどの各学部が設けられている。他にも経営学部のあるアメリカンカレッジスコピエ大学などがある。2008年現在、スコピエには21の大学がある。

## 宗教
スコピエはマケドニア正教会下のスコピエ教区が代表する正教会とイスラム教の二つの宗教が都市に大きな影響を与えている。また、カトリック教会やプロテスタント、ユダヤ教はスコピエにおいては少数派となっている。スコピエにはビザンティン建築から近代建築まで多様で異なった建築様式の教会や修道院がある。ビザンティン様式の教会にはスコピエ近郊の村ゴルノ・ネルエツィにある聖パレントレイモン教会 (en) などがあり、教会には1164年に完成したコムネノス芸術も含まれている。またフレスコ画でも知られ、12世紀の表現の詳細や気風を表している。これらはしばしば、140年後に類似した繊細な作品を残し活躍したジョット・ディ・ボンドーネと比べられる。他の特筆されるビザンティン様式の建築物にはマルコ修道院があり、マルコ・ムルニャヴチェヴィチ (en) により1366年に建てられた。聖ニキータ教会と聖アンドレア教会は1300年代に遡りビザンティンの特徴を共有している。イエスの母マリア教会は1204年に建てられ後に火災により完全に破壊されてしまった。古い教会は1835年に再建され、奉献されるが1963年のスコピエ地震により被災している。今日、この教会は2002年10月2日に再建が始まっている。オスマン支配期は教会の建築が禁止されていたが、スコピエでは少数ながら教会が建てられていた。聖救済教会は16世紀に建てられスタラ・チャルシヤとスコピエ要塞の間に位置していた。内部マケドニア革命組織の革命家ゴツェ・デルチェフ (en) が教会の中庭に埋葬されている。聖デメトリオス教会は13世紀の古い教会の敷地内に18世紀に建てられた。この教会は現代のオフリドの聖クレメント教会 (en) が建てられる前にあった正教会の大聖堂である。オフリドの聖クレメント教会は1972年に建てられ、1990年に教会の守護聖人であるオフリドの聖クレメントの1150周年を記念し奉献されている。スコピエ中心部にはカトリックの聖心教会がある。
スコピエでもっともモスクが集中しているのスタラ・チャルシヤで、町は典型的なオスマン建築の一部である。もっとも傑出したモスクの一つにムスタファ・パシャモスク (en) があり、1492年にムスタファ・パシャにより以前のキリスト教徒の土地に建てられた。モスクはムスタファ・パシャによる寄付によるもので、バヤズィト2世とセリム1世治世時のオスマン帝国では傑出したものであった。他の重要なモスクにはイーサ＝ベグモスクでスタラ・チャルシヤの外れに位置し、イーサー・ベイ (en) の死後彼の死を偲んで建てられた。モスクは二つのドームとポーチエリアには5つの小さなドームがある。イーサー・ベイモスクは1439年にスタラ・チャルシヤの北側に建たれ、高さ30mのミナレットがある。イーサー・ベイはモスク背後の墓地であるテュルベ (en) に埋葬されている。

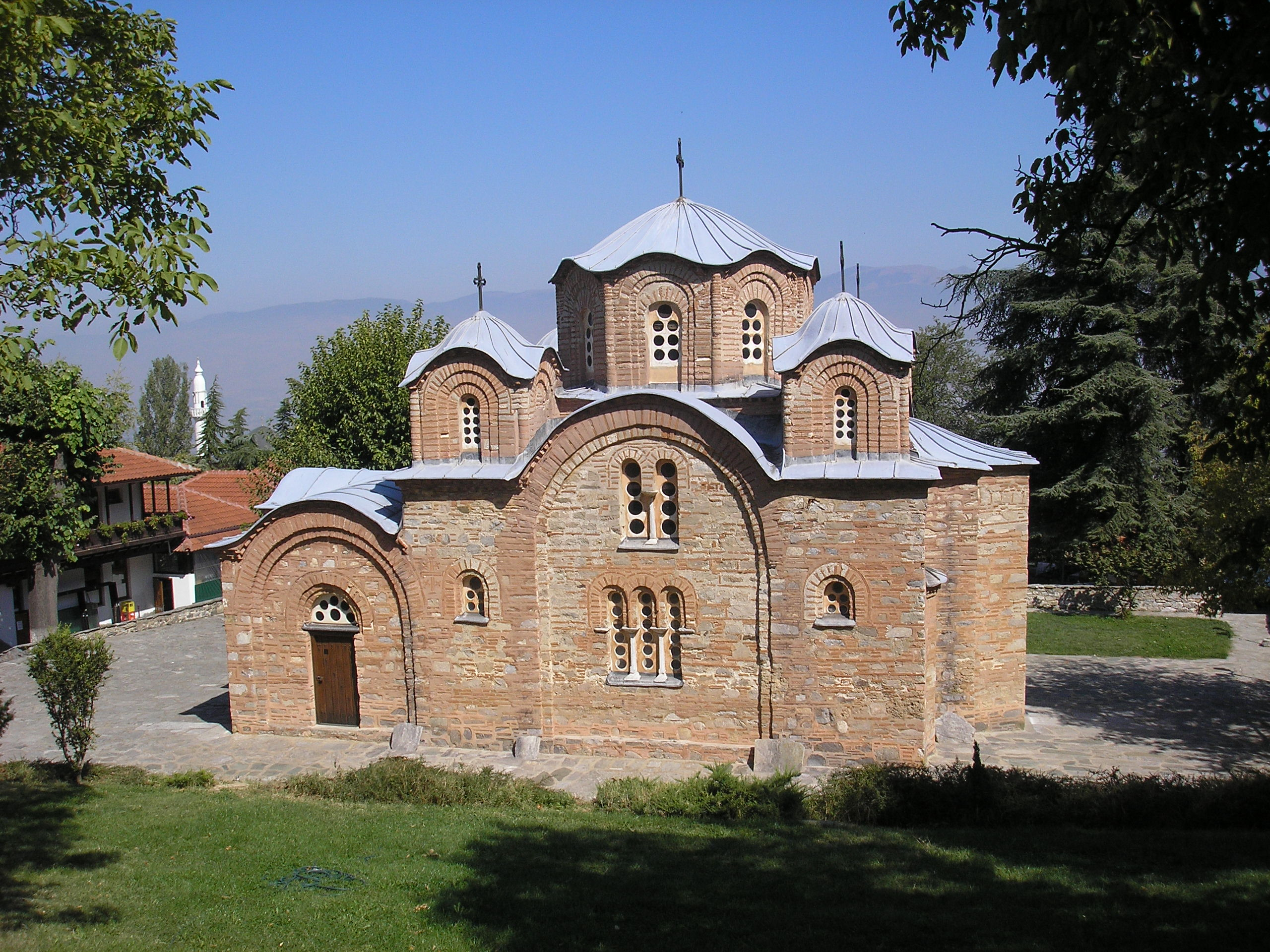
聖パレントレイモン教会
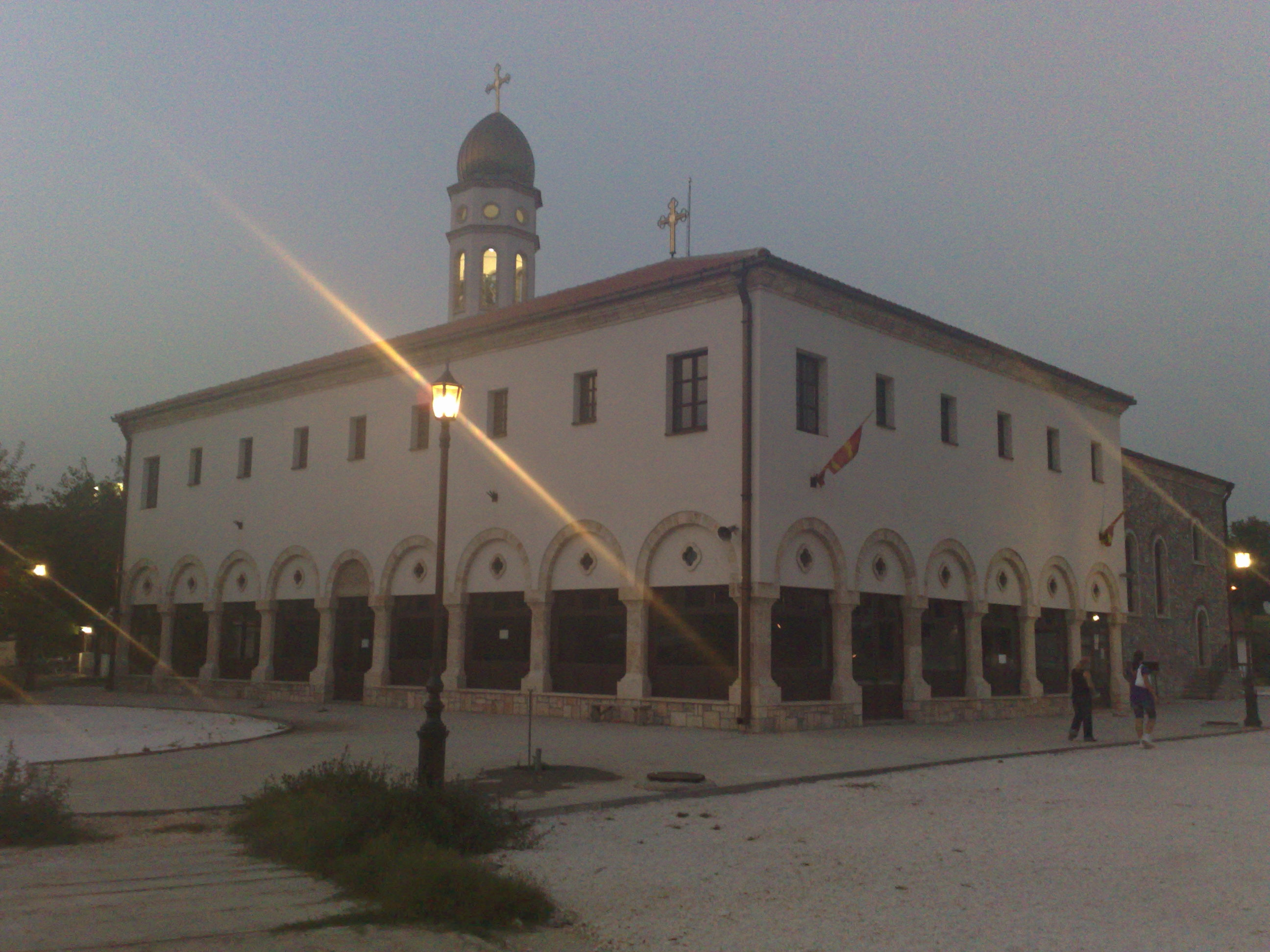
イエスの母マリア教会
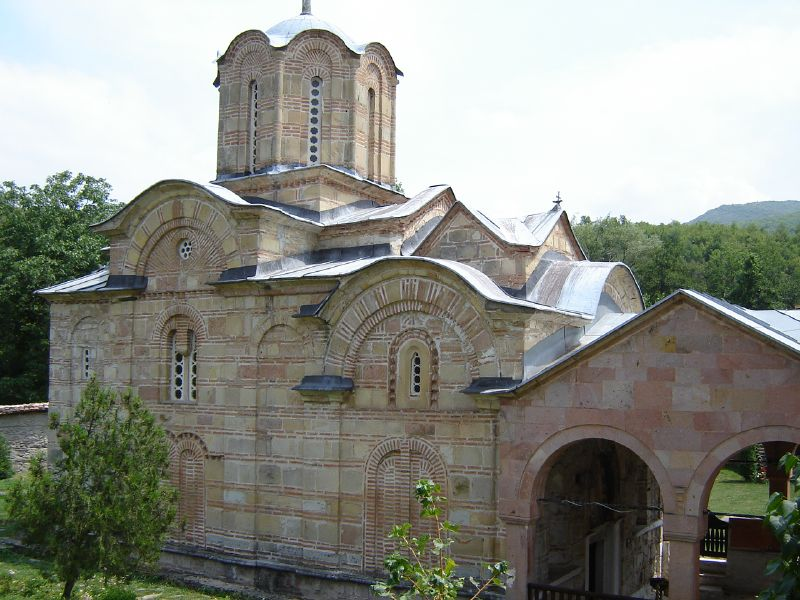
マルコ修道院
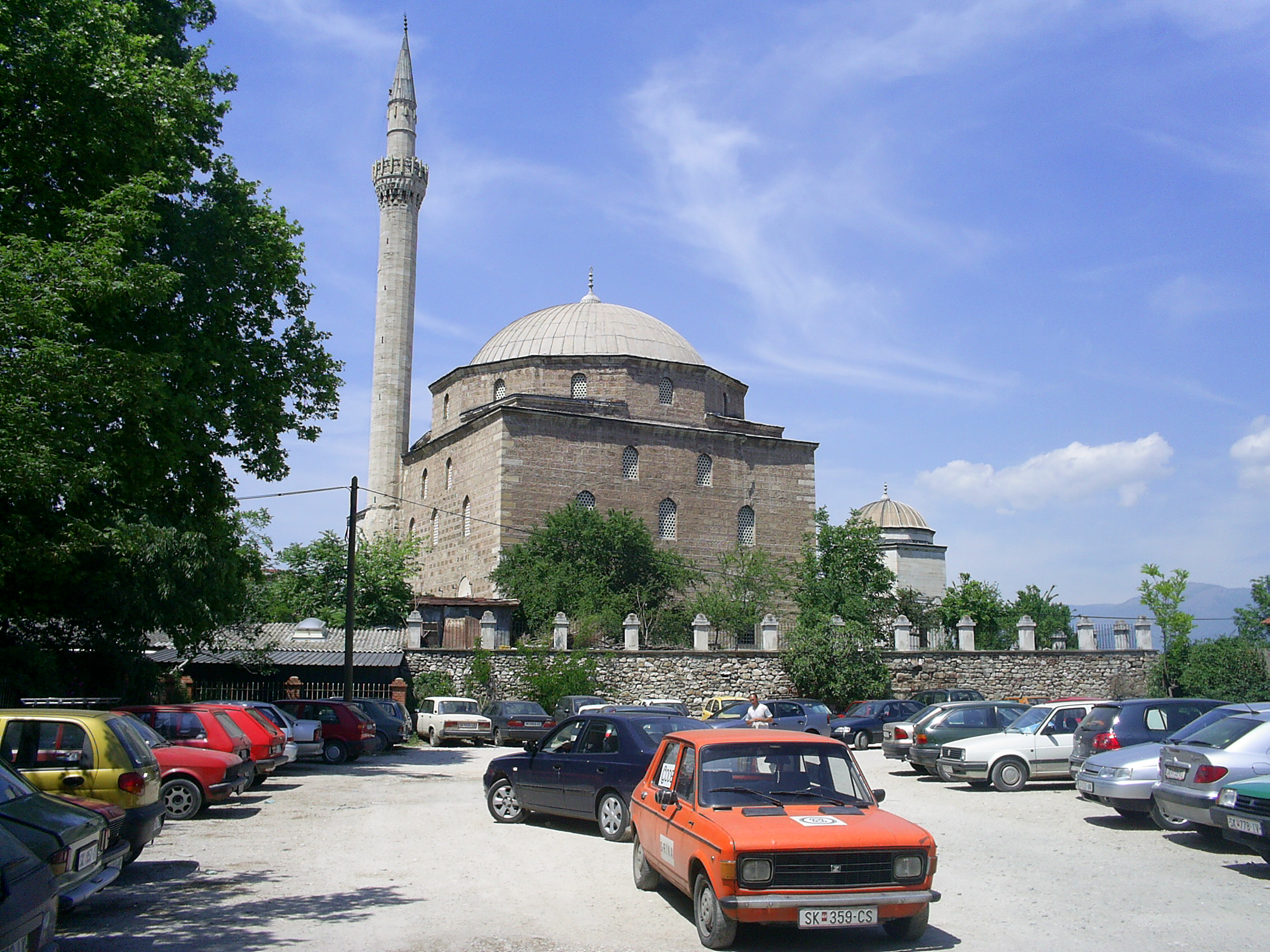
ムスタファ・パシャモスク
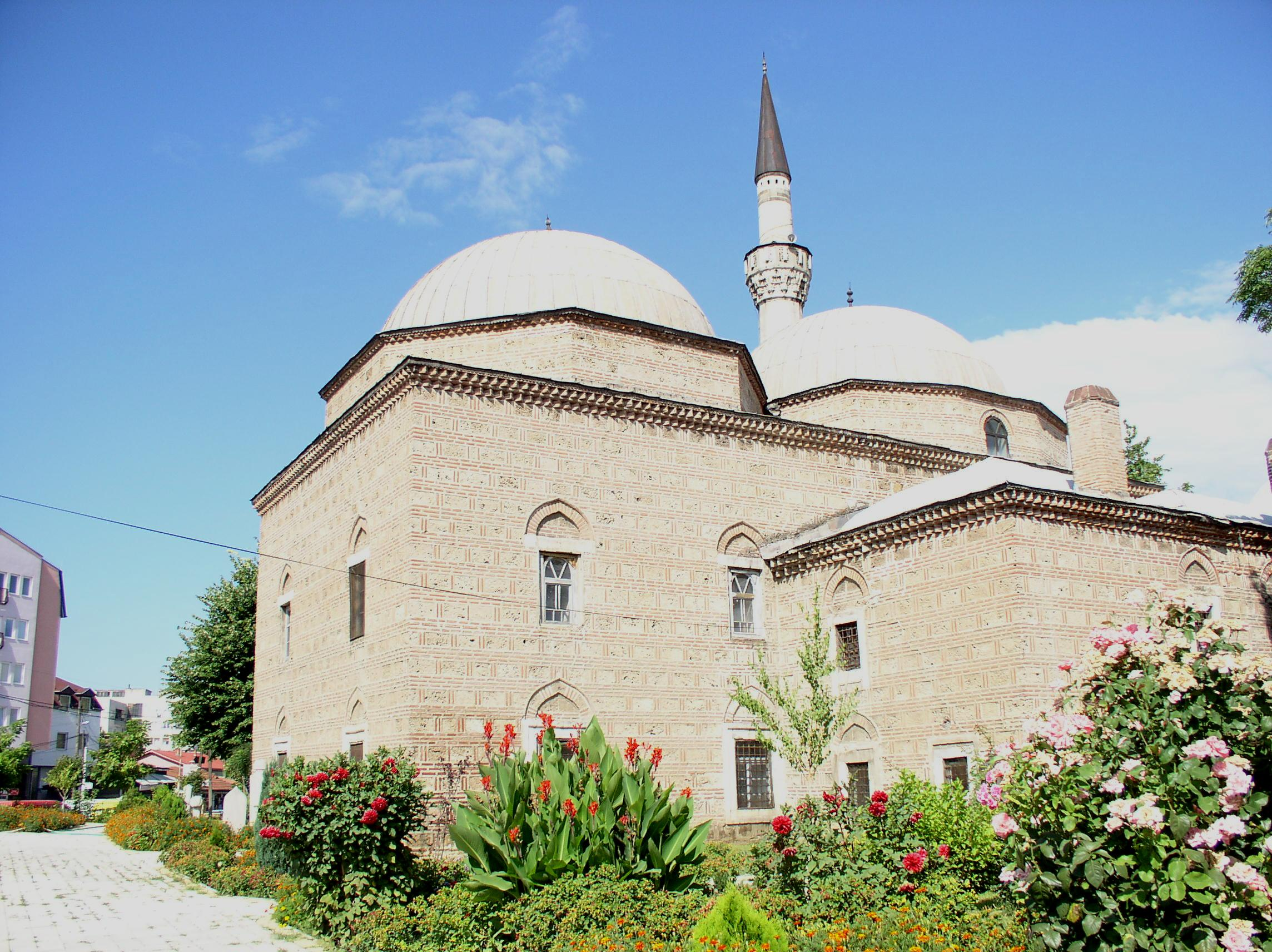
イーサー・ベイモスク

## 交通
1990年代よりスコピエは南東ヨーロッパの交通の拠点になりつつある。スコピエは汎ヨーロッパ交通回廊8号線（東西方向）と汎ヨーロッパ交通回廊10号線（南北方向）が交わっている。この二つの横断交通によりスコピエでは新しい高速道路の建設が進められ、新たにスコピエ環状道路やスコピエ国際空港の近代化の整備が進められている。

### 空港
スコピエ空港はスコピエでは唯一の国際空港で中心部から約22km離れたペトロヴェツに位置する。空港はトルコの企業TAVが認可を受け運営を行っており、2億ユーロの投資を行って拡張や改良が行われており、オフリド空港や新しい貨物用空港をシュティプに造っている。スコピエ空港からはベオグラード、ブリュッセル、パリ、ローマ、ハンブルク、ロンドンの他欧州の主要都市に路線が広がっている。

### 道路
E75号線はノルウェーのヴァードーからギリシャのクレタ島まで結び、スコピエの東側を通り欧州とマケドニアの首都を結んでいる。E75号線はマケドニアの他都市ではクマノヴォやヴェレス、ネゴティノ、ゲヴゲリヤとを結んでいる。E65号線はスコピエの北と西の縁を通りスコピエ北バイパスの26.5kmが一部区間を構成している。マケドニアの他都市ではテトヴォ、ゴスティヴァル、キチェヴォ、オフリド、ビトラなどと結ばれている。

### 鉄道
スコピエの中央駅は市中心部から2km東に離れた場所に位置し、交通センターとして1963年の地震で破壊された初代の鉄道駅に代わり1970年代に整備された。新しく整備された駅には10線の発着線が備えられているが、列車の発着本数がそれほど多くないためすべては使用されていない。スコピエからはマケドニア鉄道などによりセルビアのベオグラードやコソボのプリシュティナへ国際列車が運行されている。ギリシャのテッサロニキへも国際列車が運行されていたが、2010年のギリシャの経済危機以降、ギリシャ国鉄の経営上の理由により運行が休止されていたが、2014年5月に運行が再開された。

### バス
スコピエの中央バスターミナルは中央駅に隣接した場所に位置している。ここからはオフリドやビトラなどの国内主要都市を始めセルビアのベオグラードやコソボのプリシュティナ、ブルガリアのソフィアやトルコのイスタンブールなどバルカン半島諸国の主要都市に向け国際バスが多く発着している。市内バスはスコピエ市内全域をカバーし、郊外の町へも同様に伸びている。2011年に古い路線バスの車両84台はウクライナで製造された新しい車両に置き換えられた。後にマケドニア政府は220台の二階建てバスを購入し、スコピエの公共交通に導入している。2011年に中国の鄭州市の宇通客車で製造された68台が到着している。このバスは定員が80名である。スコピエではトラムの整備計画もある。

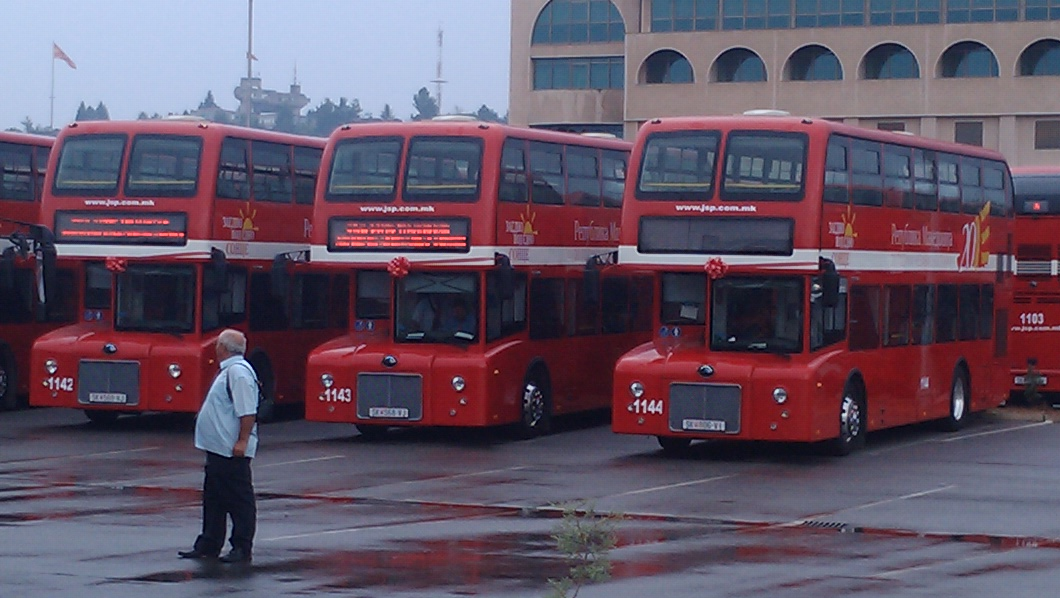
新しく導入された二階建てバス
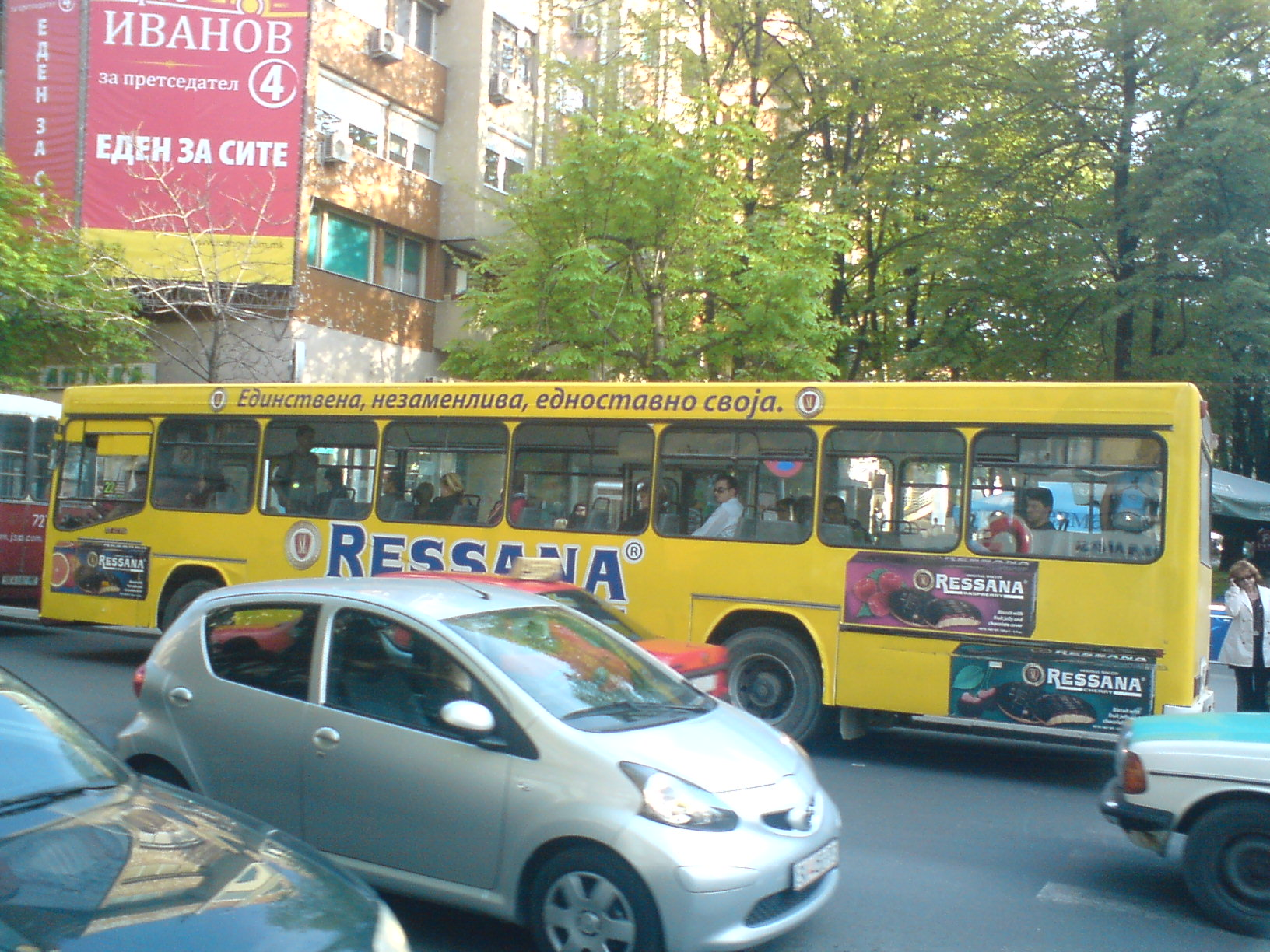
スコピエ市内の路線バス
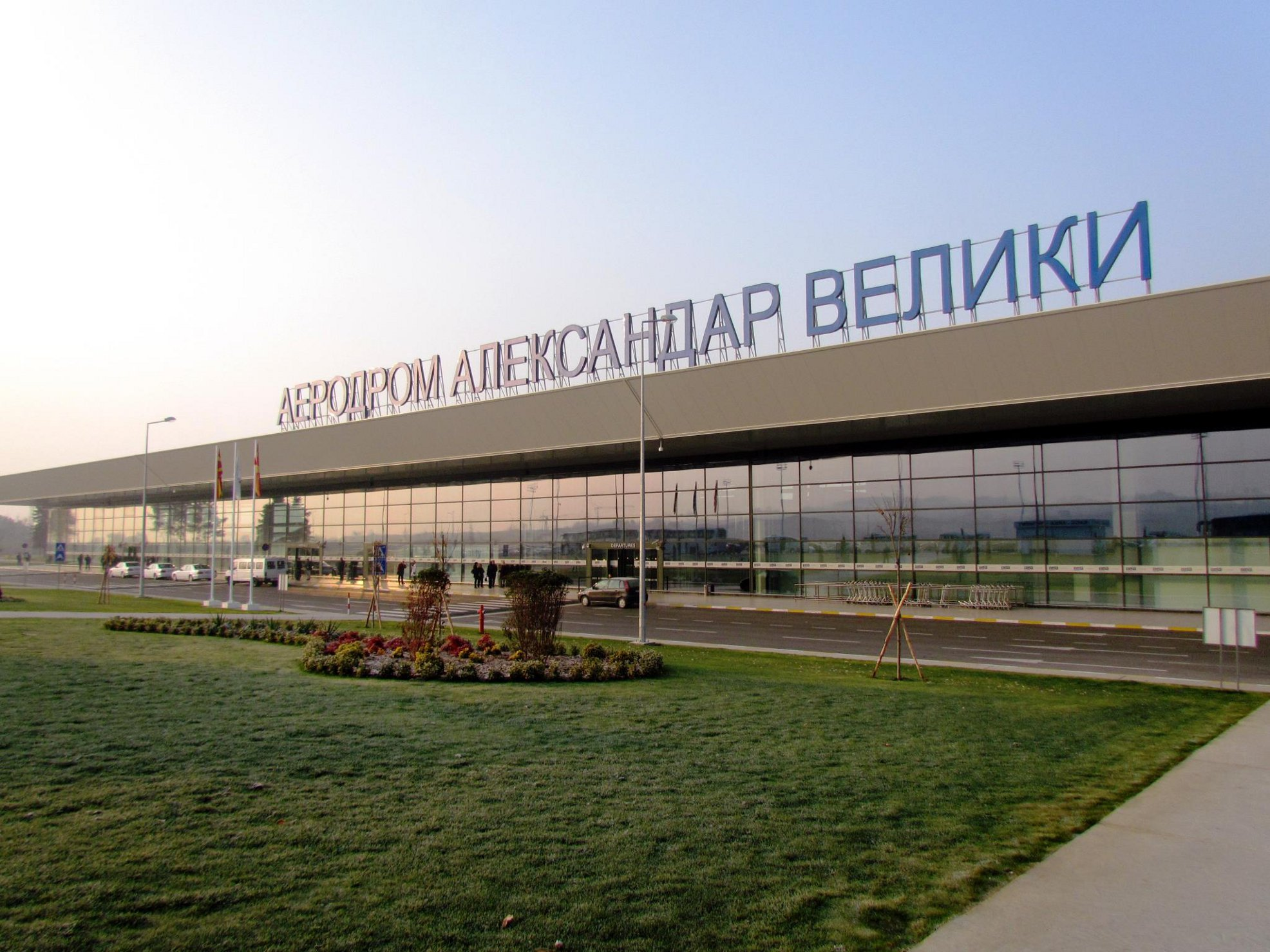
スコピエ空港
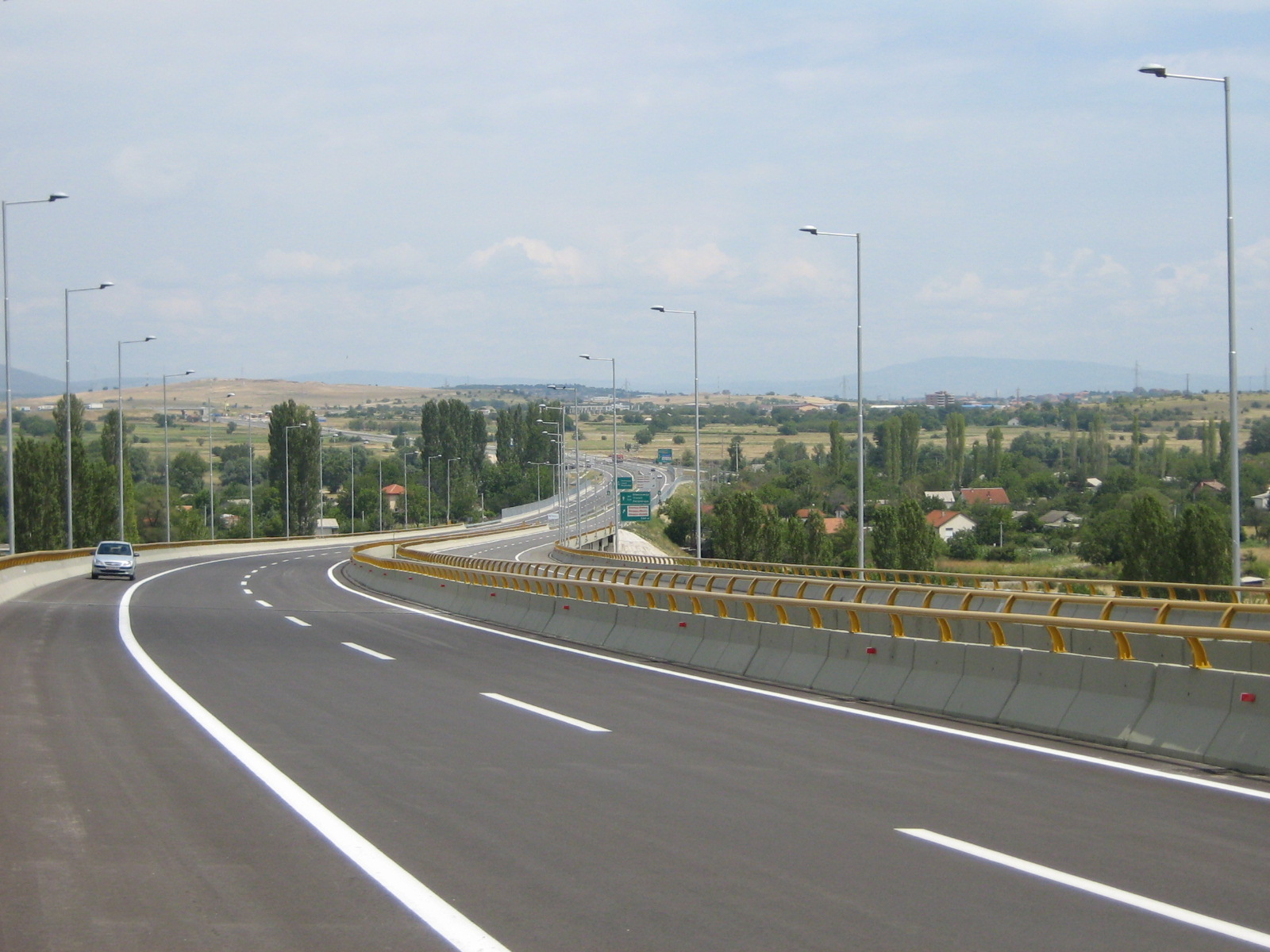
E65号線
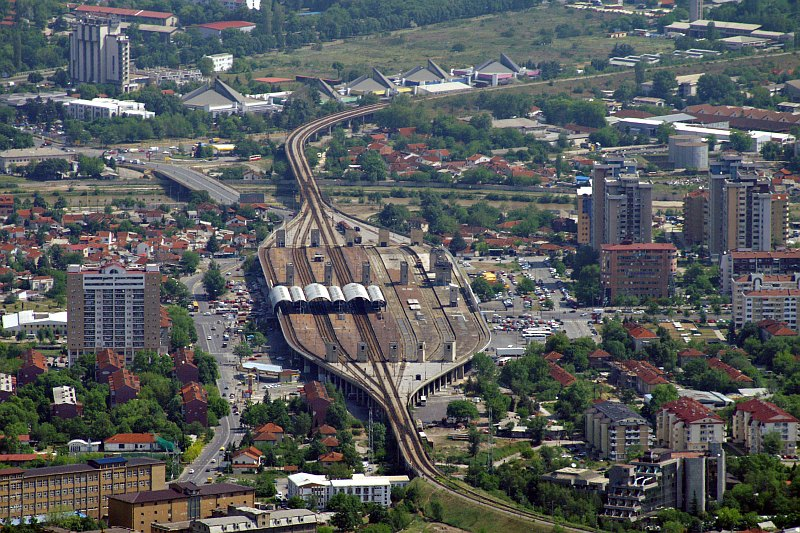
スコピエの高架駅

## 観光

### ランドマーク

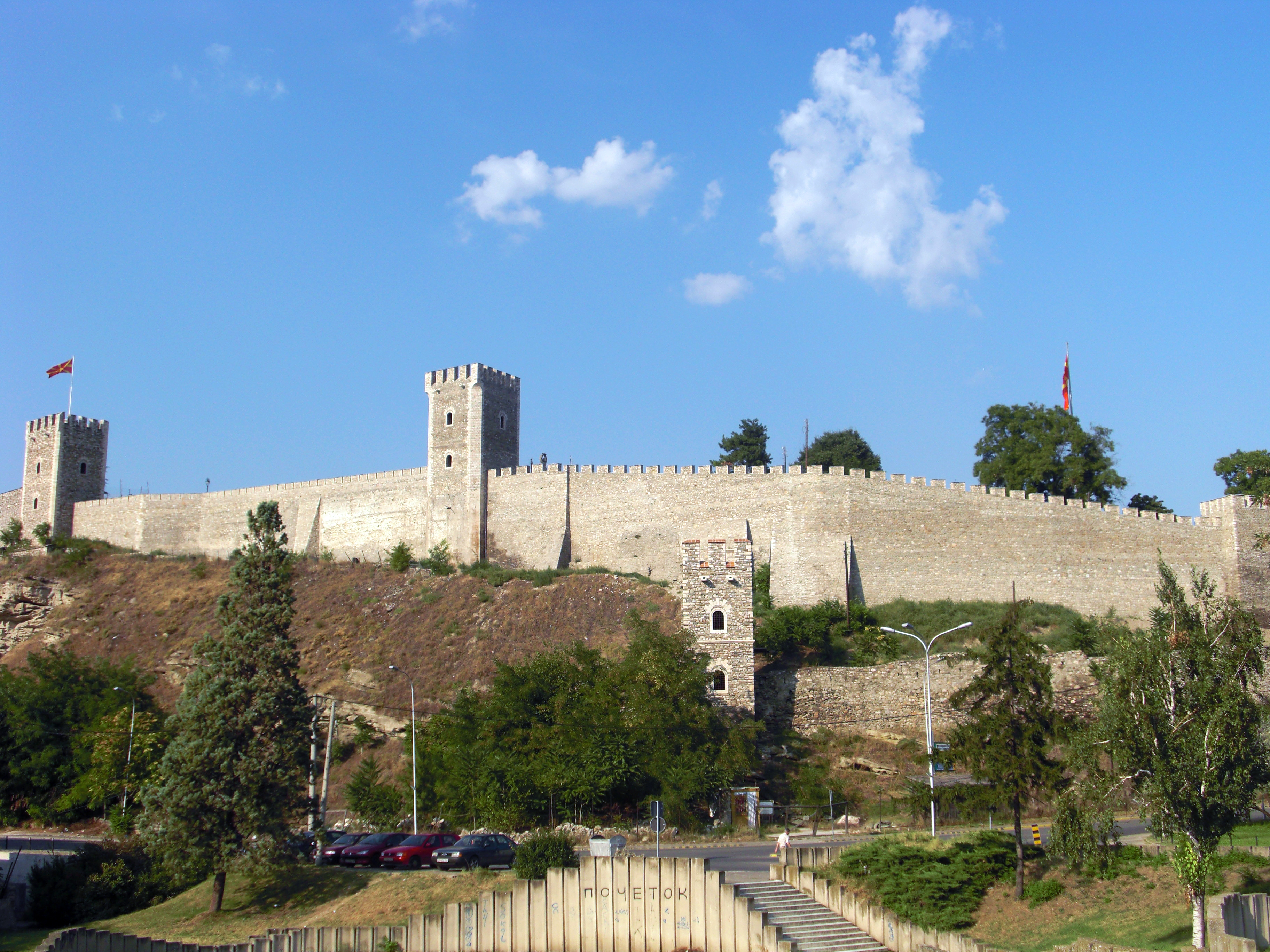
スコピエ城塞
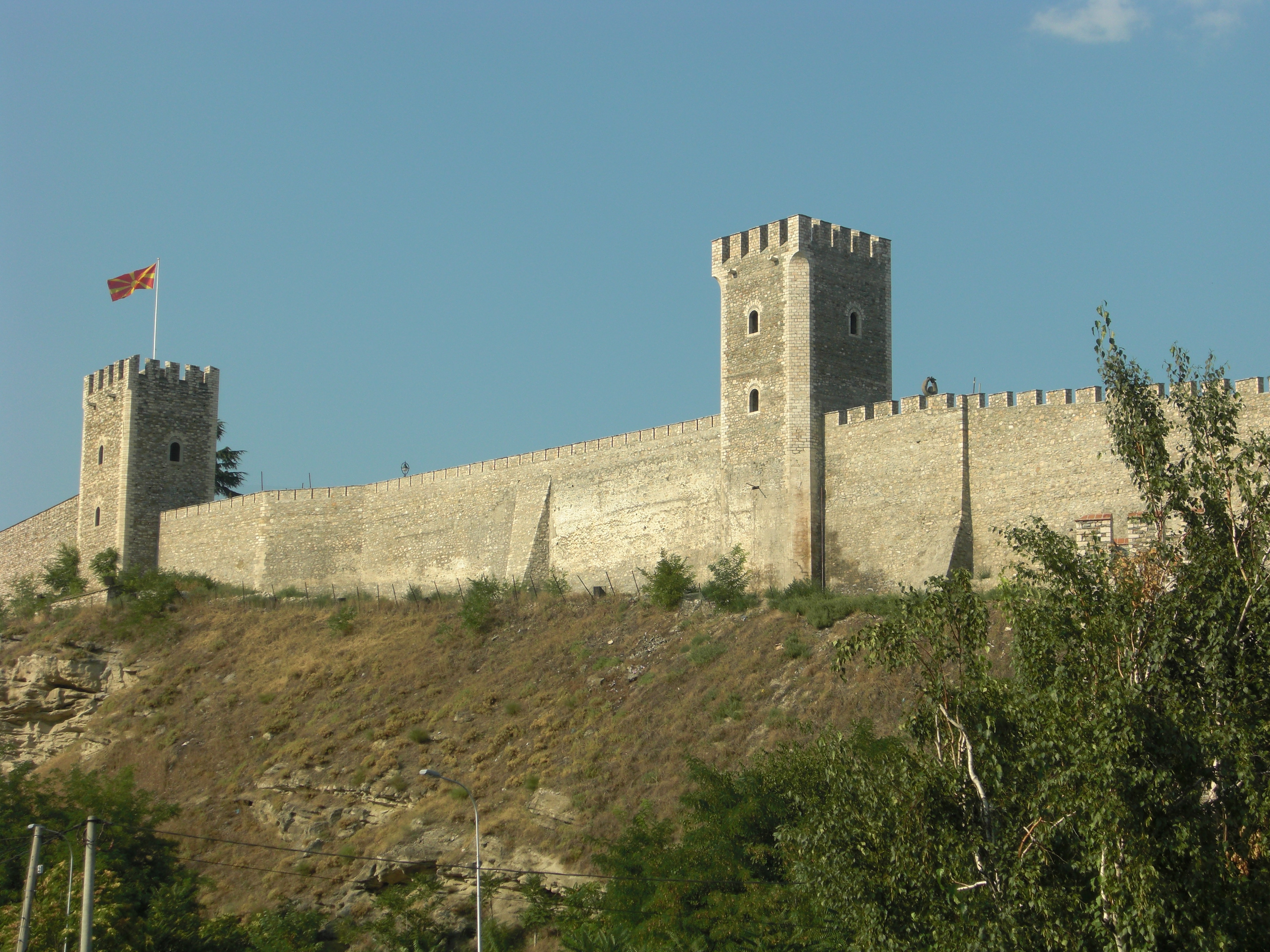
スコピエの城壁

今日のスコピエ城塞の最初はビザンティンにより6世紀に築城された。1963年のスコピエ震災後、城塞の環状や長方形、広場や塔は復元し保存されている。現在ではスコピエではもっとポピュラーな観光スポットとなっている。スコピエの石橋は1451年から1469年にメフメト2世の庇護の下造られた。石橋はスコピエの過去と現在をつなぐ象徴としてスコピエの市章に描かれている。 石橋はスコピエのメインとなる広場であるマケドニア広場とスタラ・チャルシヤを結んでいる。1963年の地震により新古典主義建築の国立銀行とアーミー・ハウスが大きく破壊され広場は劇的に広くなった。他に良く知られた建物にはリスティク宮殿 (en) がある。2010年にゴツェ・デルチェフとダメ・グルエヴ (en) のモニュメントが石橋に建てられた。
スタラ・チャルシヤはバルカン半島の中でも最大級で、もっとも重要なオリエンタルバザールの一つである。スタラ・チャルシヤはヴルダル川の東岸にあり洋の東西が交わっている。モスクやキャラバンサライ、ハンマーム、時計塔、ベゼステン、様々な店舗が特徴付けている。

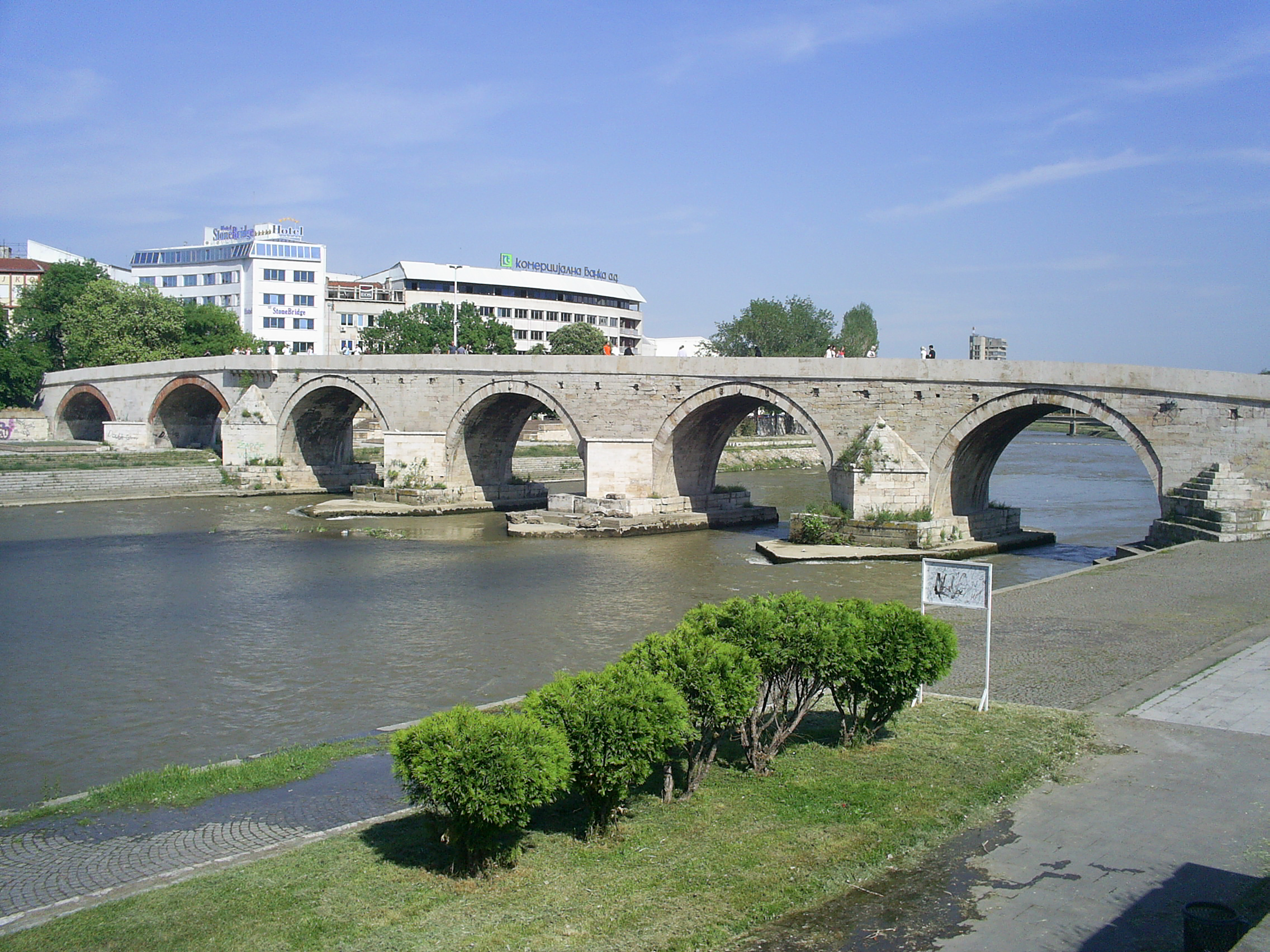
ヴルダル川に架かる石橋

ベゼステンはバザールを覆い、15世紀にスコピエを統治したスルターンであったガーズィー・イスハク・ベイにより築かれた。火災により1689年に損傷するが、後に再建されている。現在見られるベゼステンは1899年に修繕されて以来のものである。スコピエ時計塔は16世紀に古い建物の基礎の上に築かれ、ムラト2世モスクの丁度北側に位置している。チフテ・ハマムはトルコ式の公衆浴場でバザールの中央部にイーサー・ベイの下で築かれた。ダウト＝パシャハンマームはダウト＝パシャの下、15世紀に建てられている。両方とも現在はギャラリーとして使われている。バザールにはカパン・ハンやスリ・ハン、クルシュムリ・ハンのような中世のキャランバンサライがバザールには含まれていた。建築物の特徴としてアーチやドームを備えている。クルシュムリ・ハンは建物の上に鉛を用いたことから「鉛の宿」として知られていた。キャラバンサライは16世紀のセリム2世治世時に科学者の息子ムサイン・オドザにより建てられた。建物は今日、マケドニア国立博物館からの展示物が特徴付けている。バザールではイスラム建築が優勢だが、いくつかのキリスト教建築も見られる。
ミレニアム・クロスはヴォドノ山にあり観光施設となっている。この巨大な十字架はキリスト教の2000年を祝って建設された。十字架はオスマン時代に十字架の場所を意味するクルストヴァルで知られたヴォドノの山頂に設けられた。山頂には小さな十字架があった。スコピエにはマザー・テレサに関係したものがいくつかある。スコピエはマザー・テレサが出身地で子供時代を過ごした場所で、生誕場所の目印や彫像、2009年に開館した記念館などがある。古代の水道橋がスコピエ北部のヴィゼベゴヴォ村近くに残っている。いつ建築されたかは分かっていないがオスマン帝国時代に公共浴場に水を供給していたものと思われ、今日55の石のアーチが残されている。

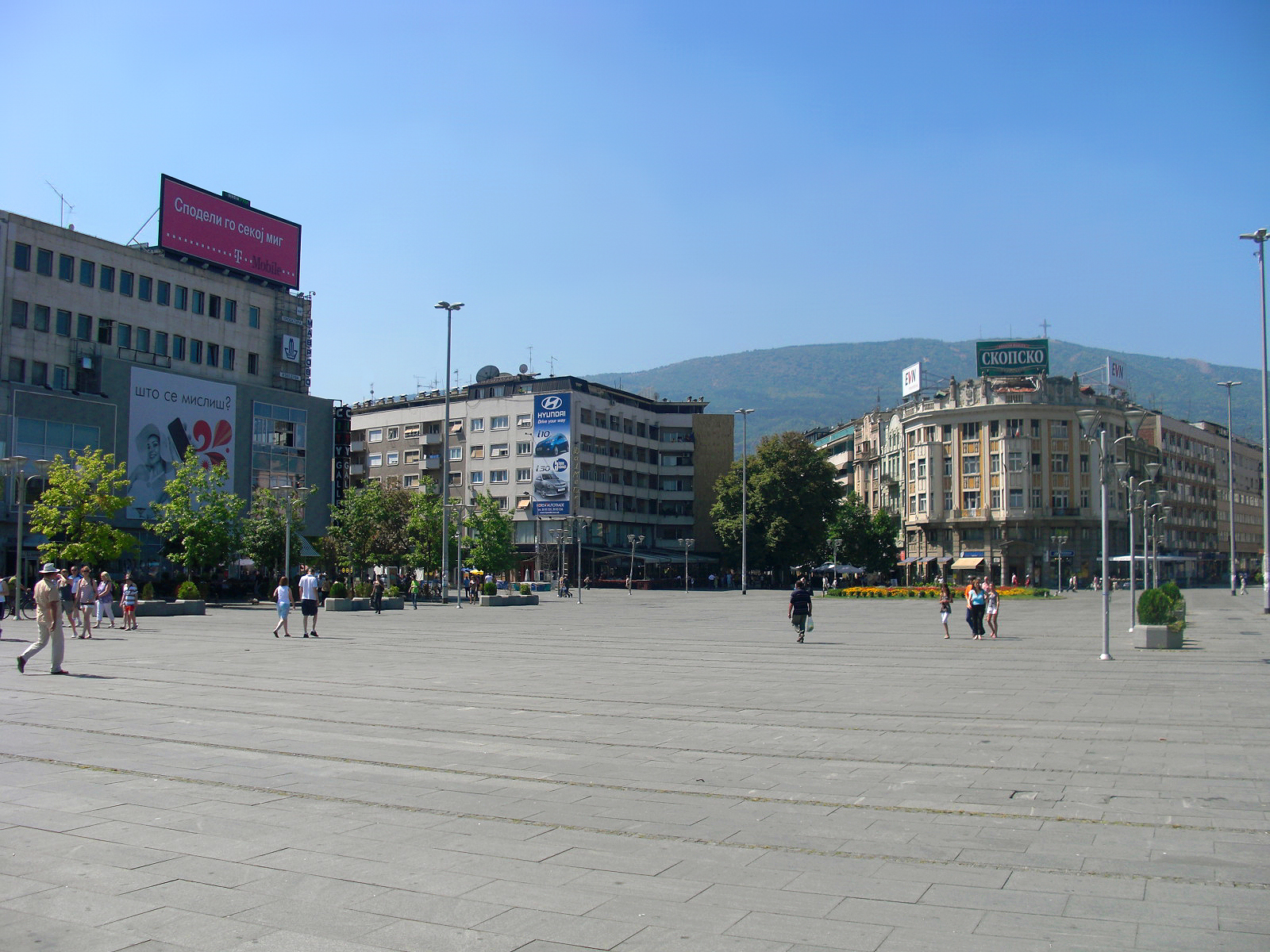
マケドニア広場
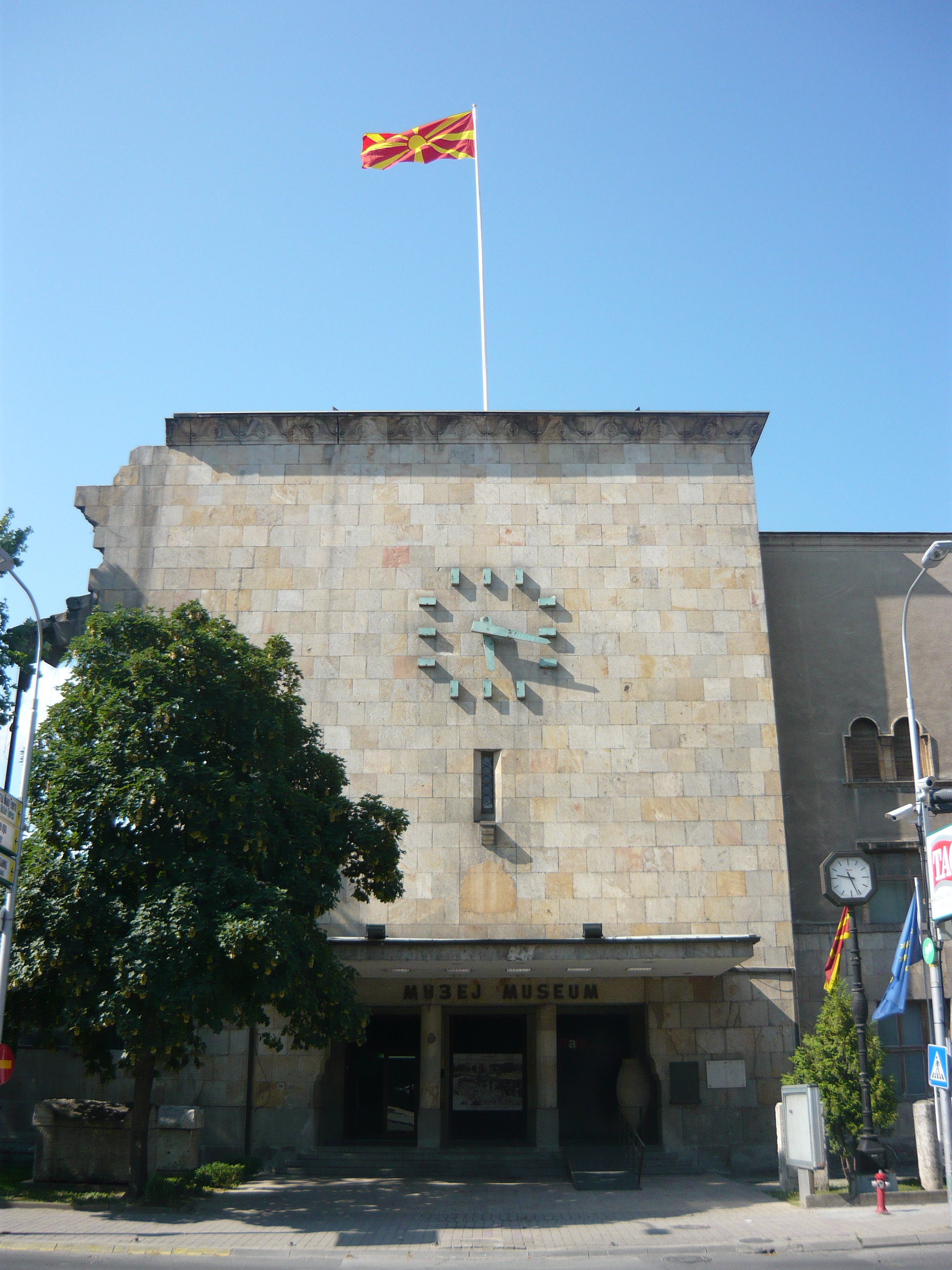
現在スコピエ博物館になっている旧鉄道駅
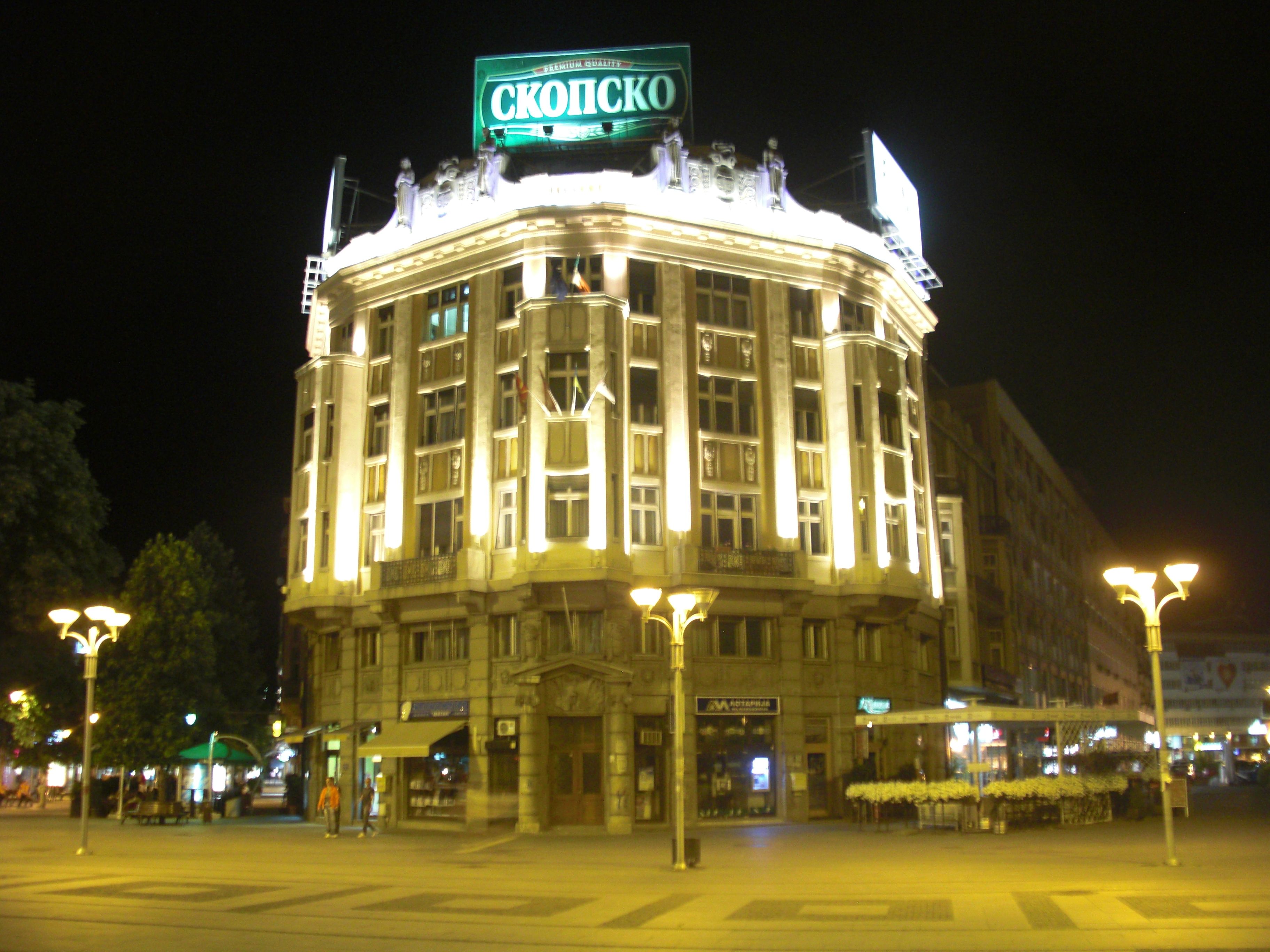
リスティク宮殿
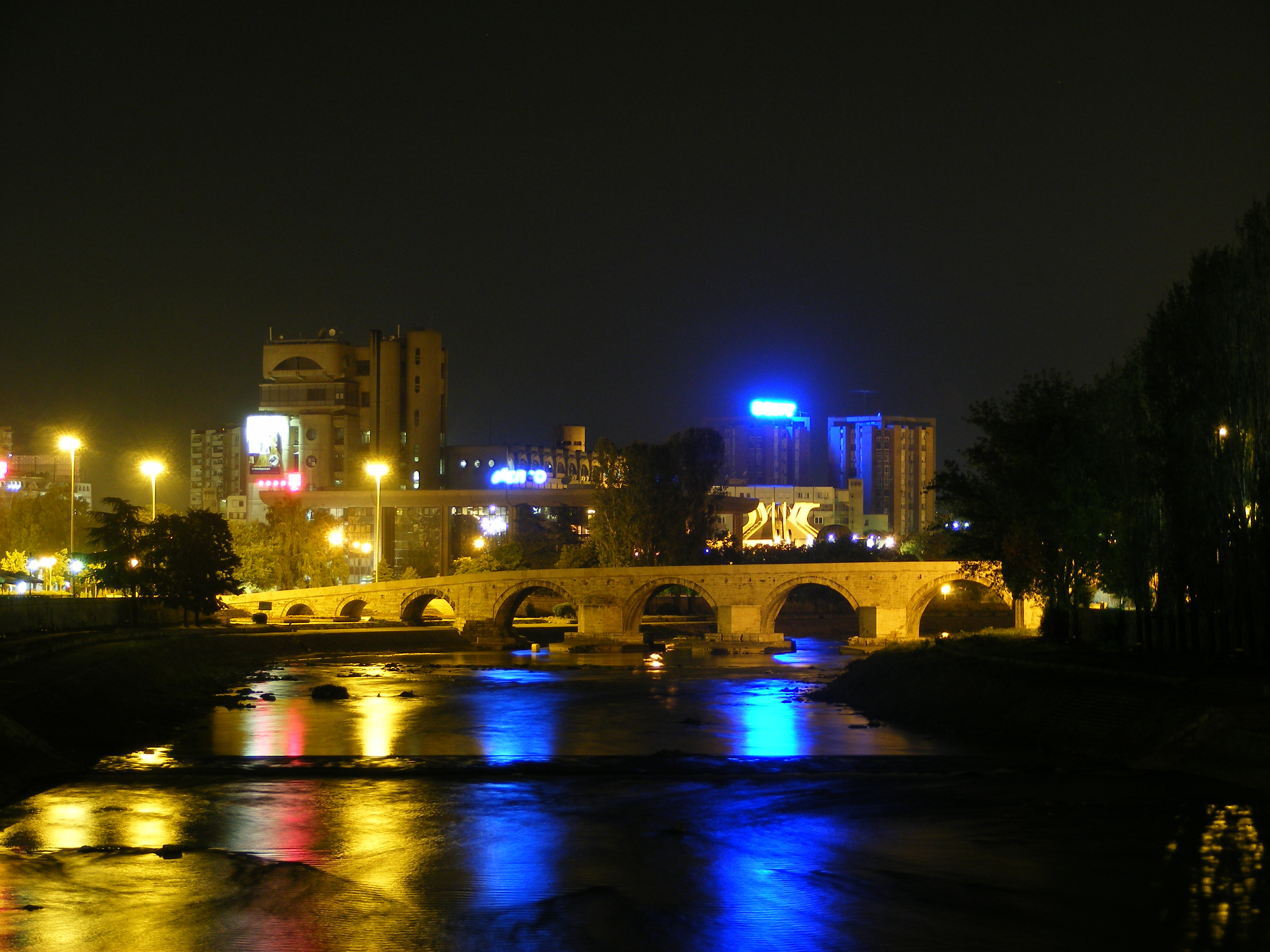
スコピエの石橋
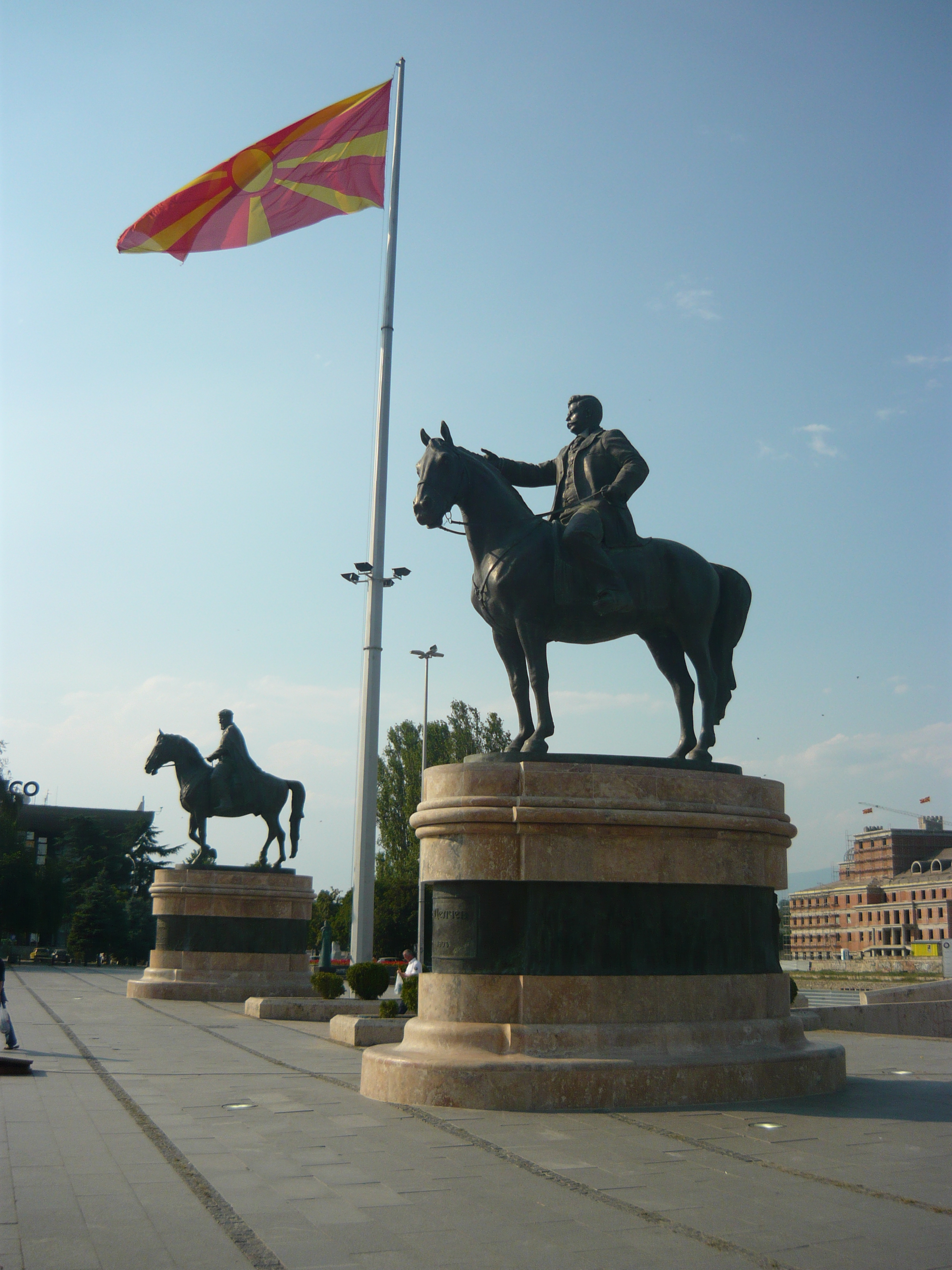
ゴツェ・デルチェフとダメ・グルエヴの像
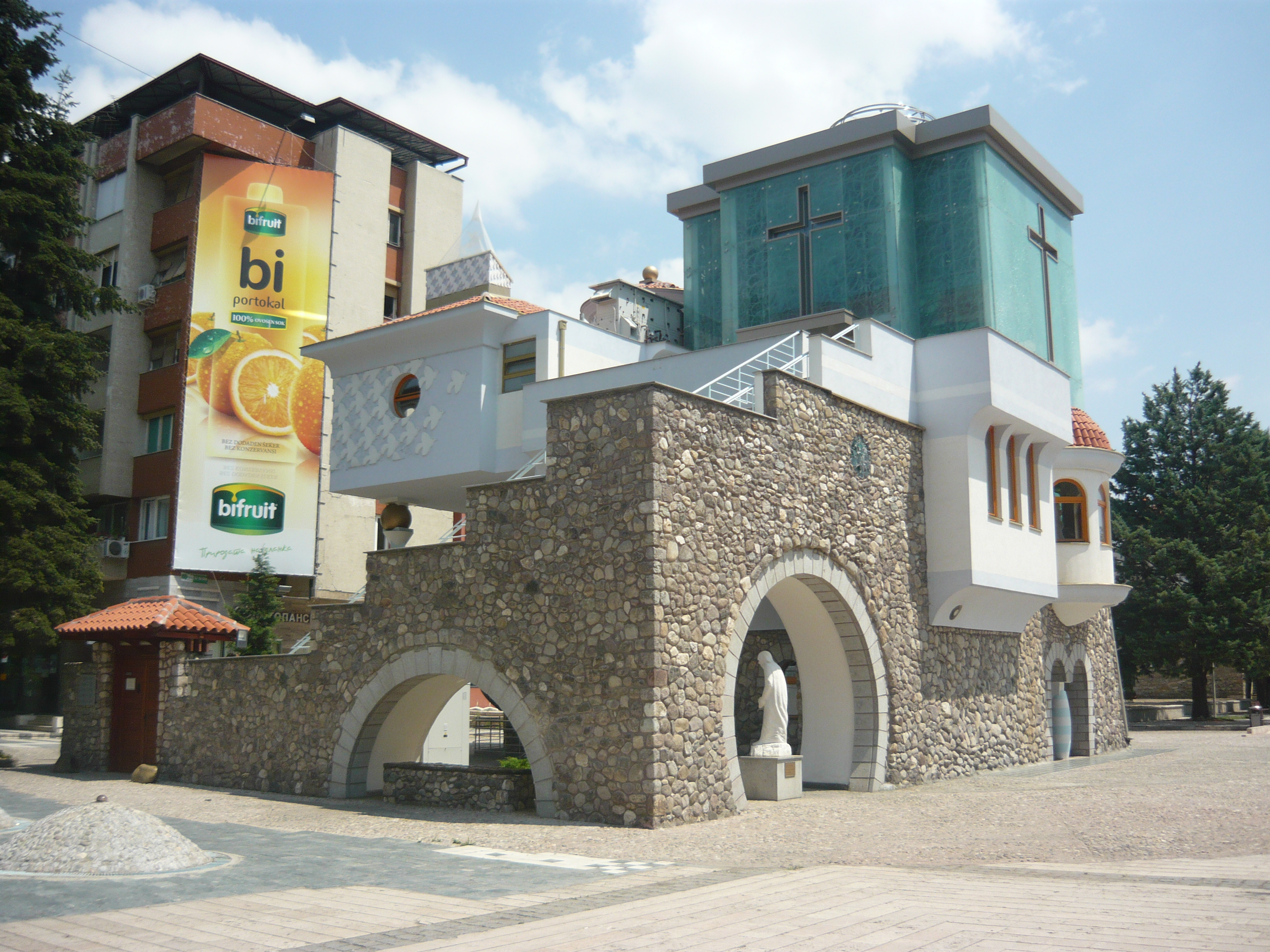
マザー・テレサ記念館
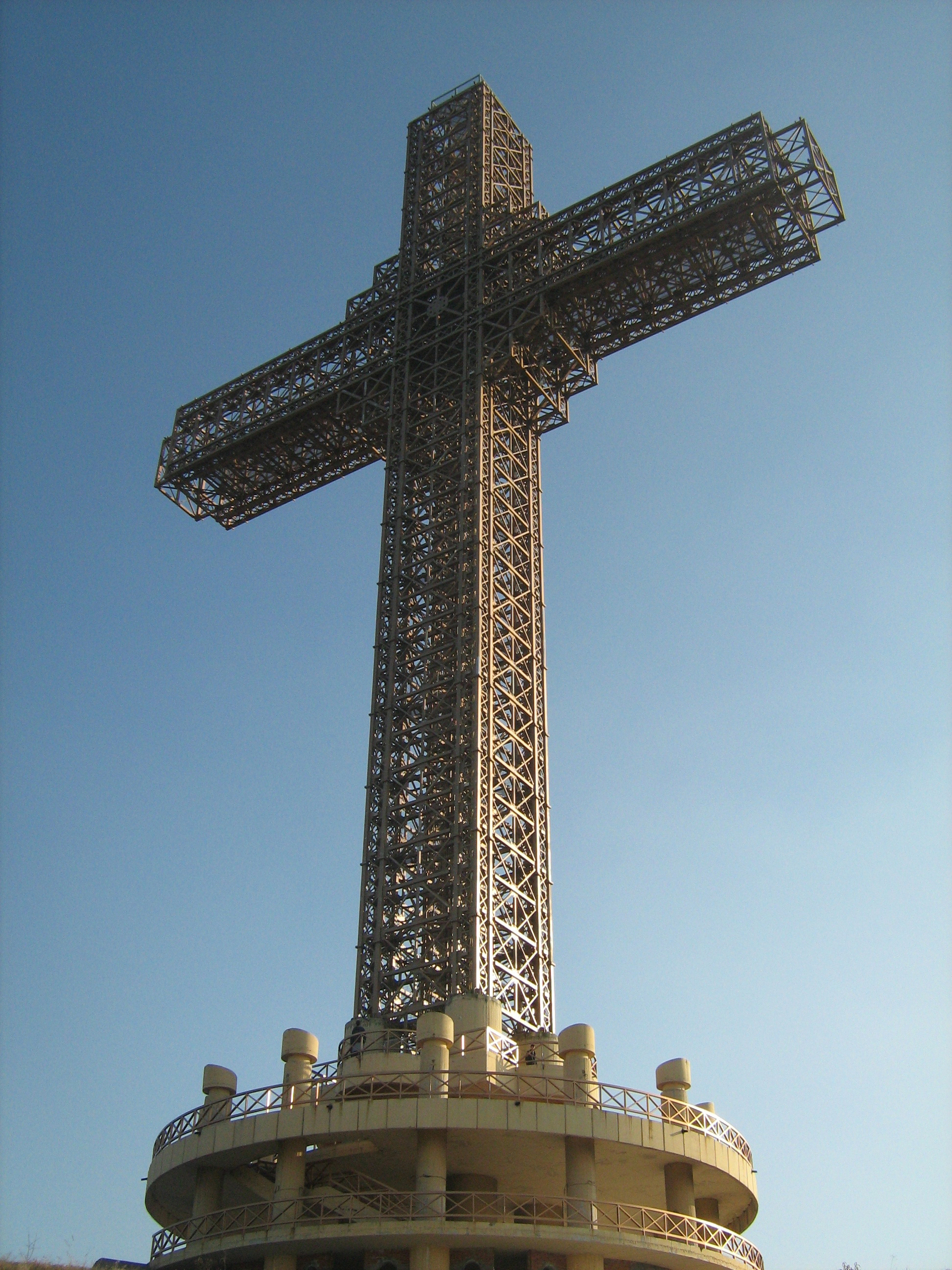
ミレニアム・クロス
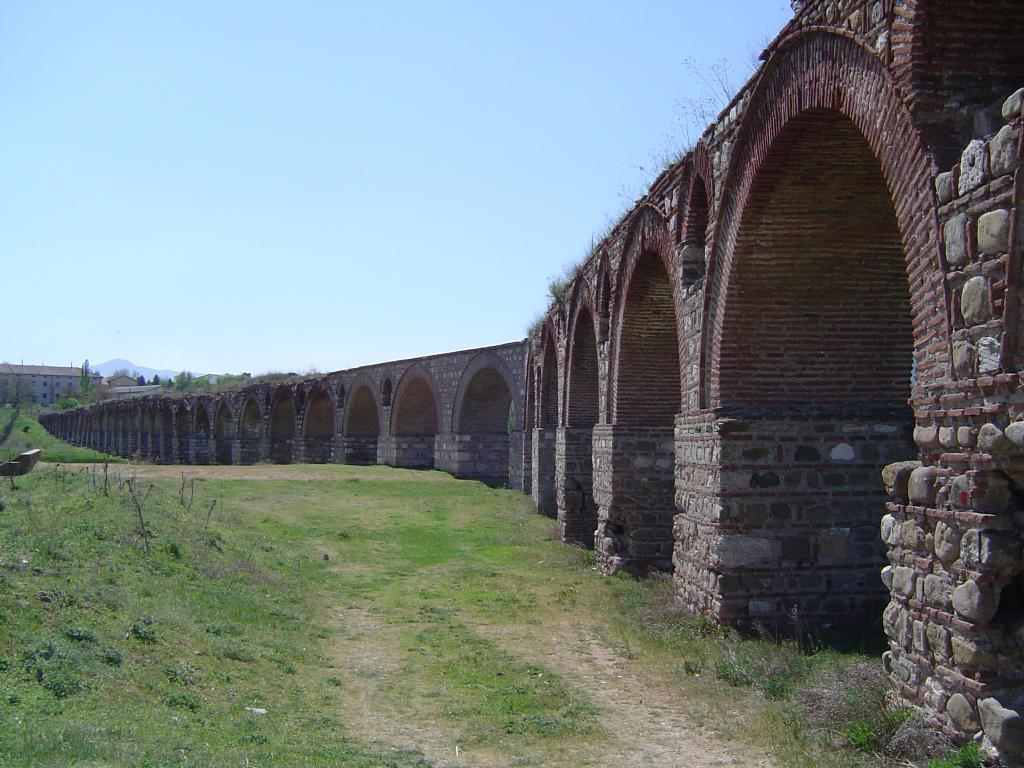
スコピエ水道橋
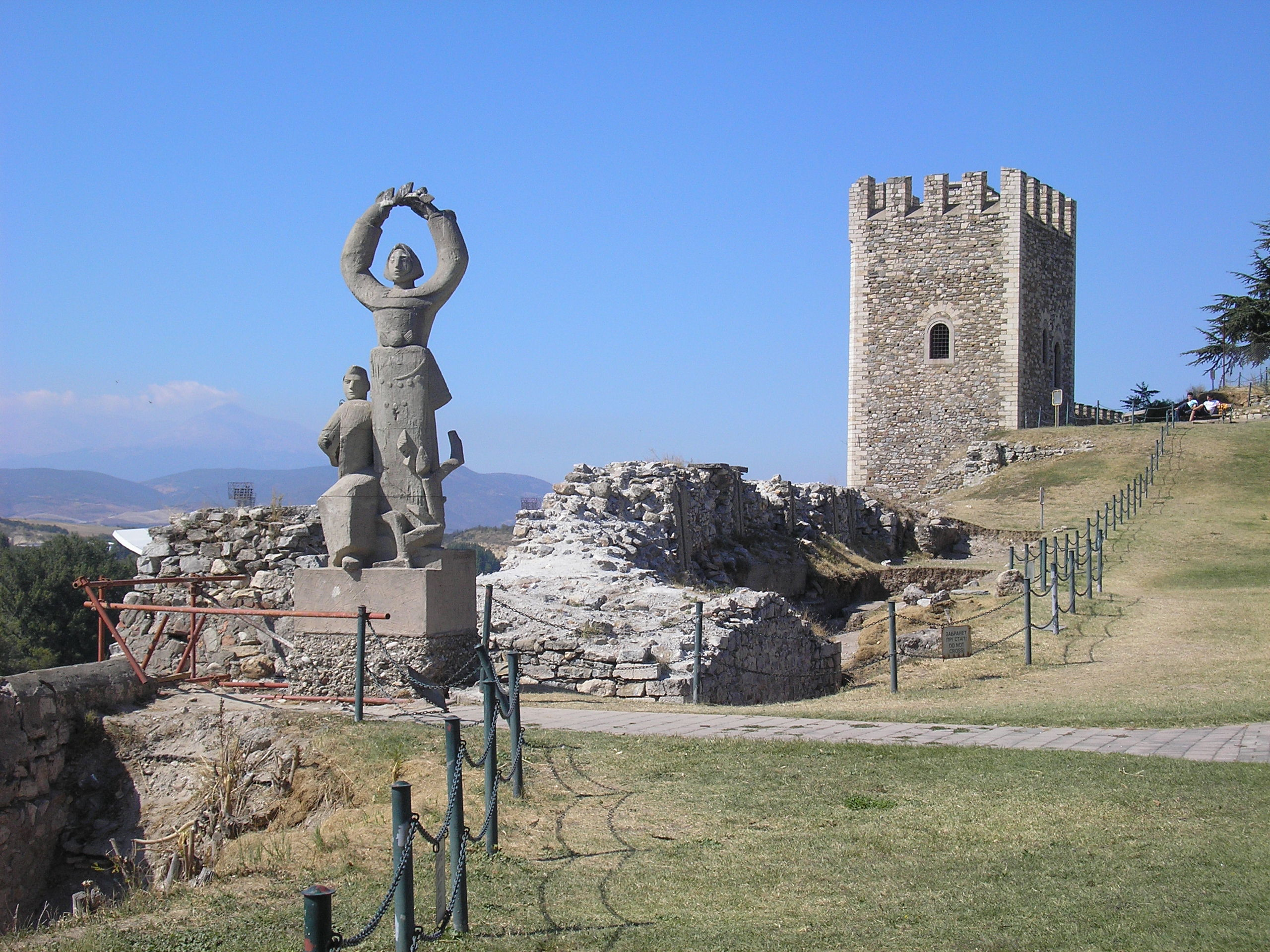
スコピエ城塞の強さ、栄光、勝利のモニュメント
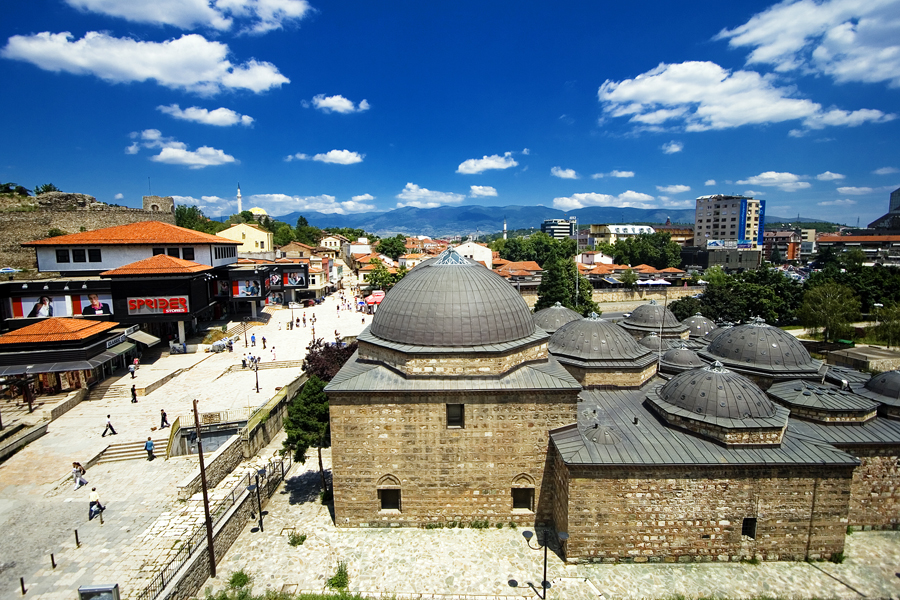
スタラ・チャルシヤの入口
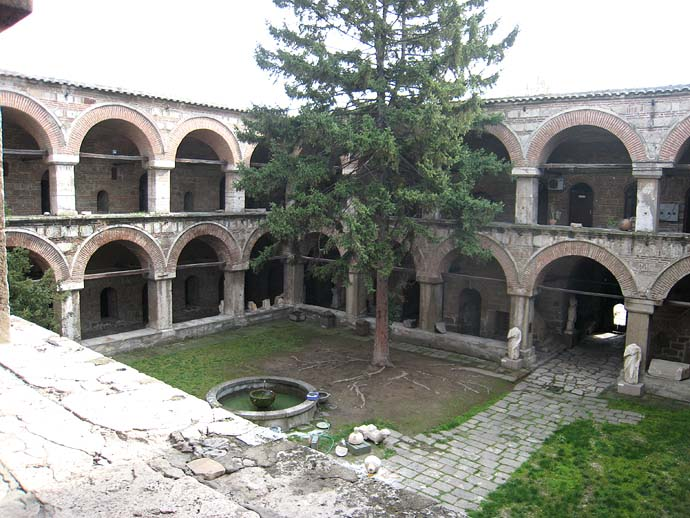
クルシュムリ・ハン
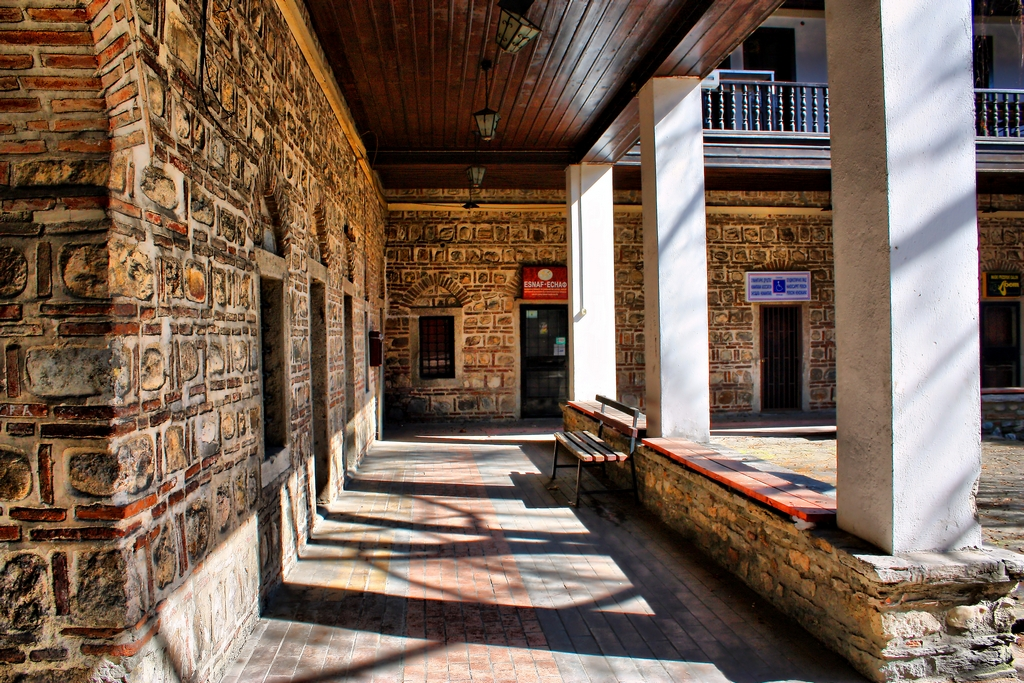
カパン・ハン
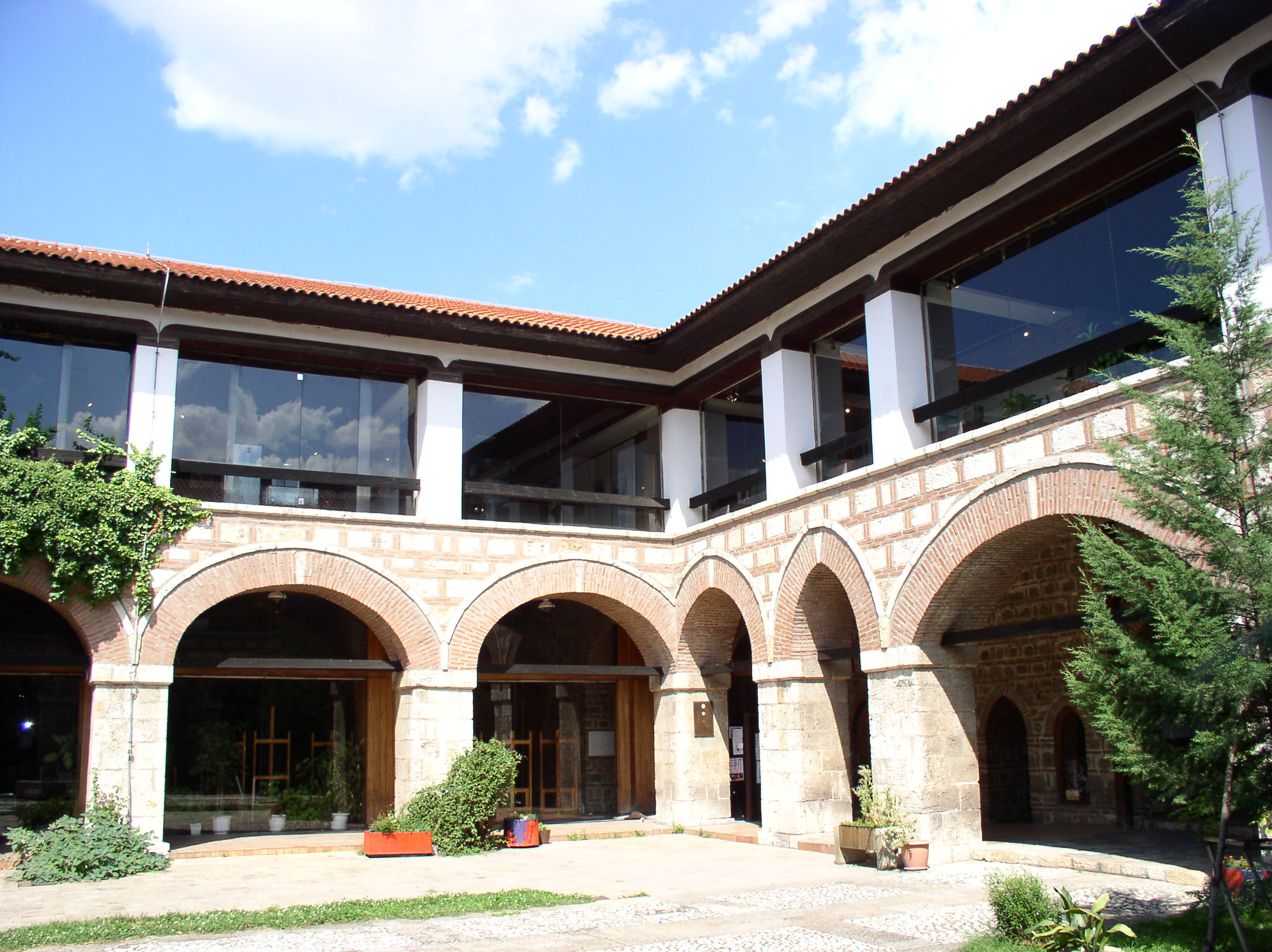
スリ・ハン
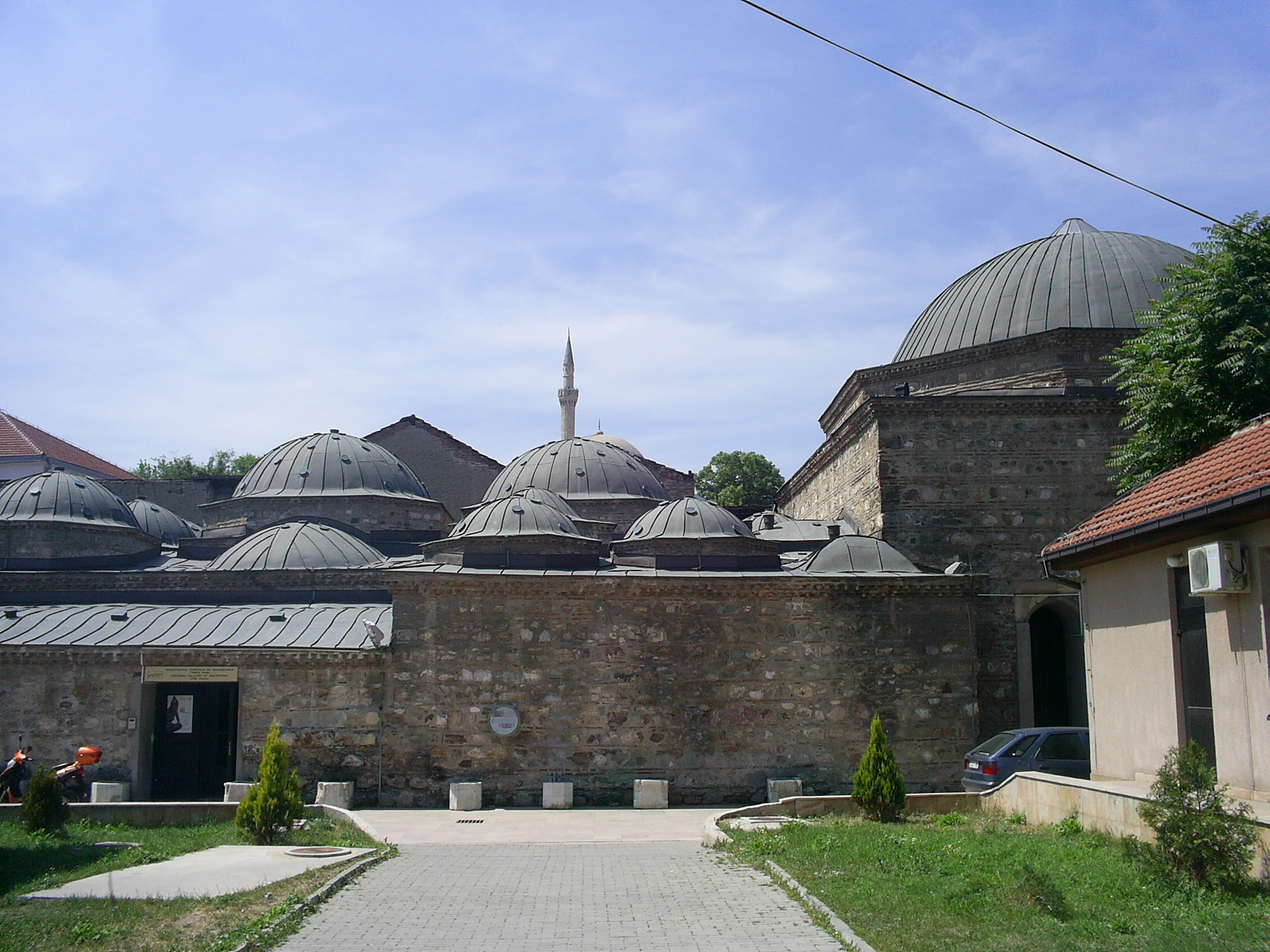
チフテ・ハマム
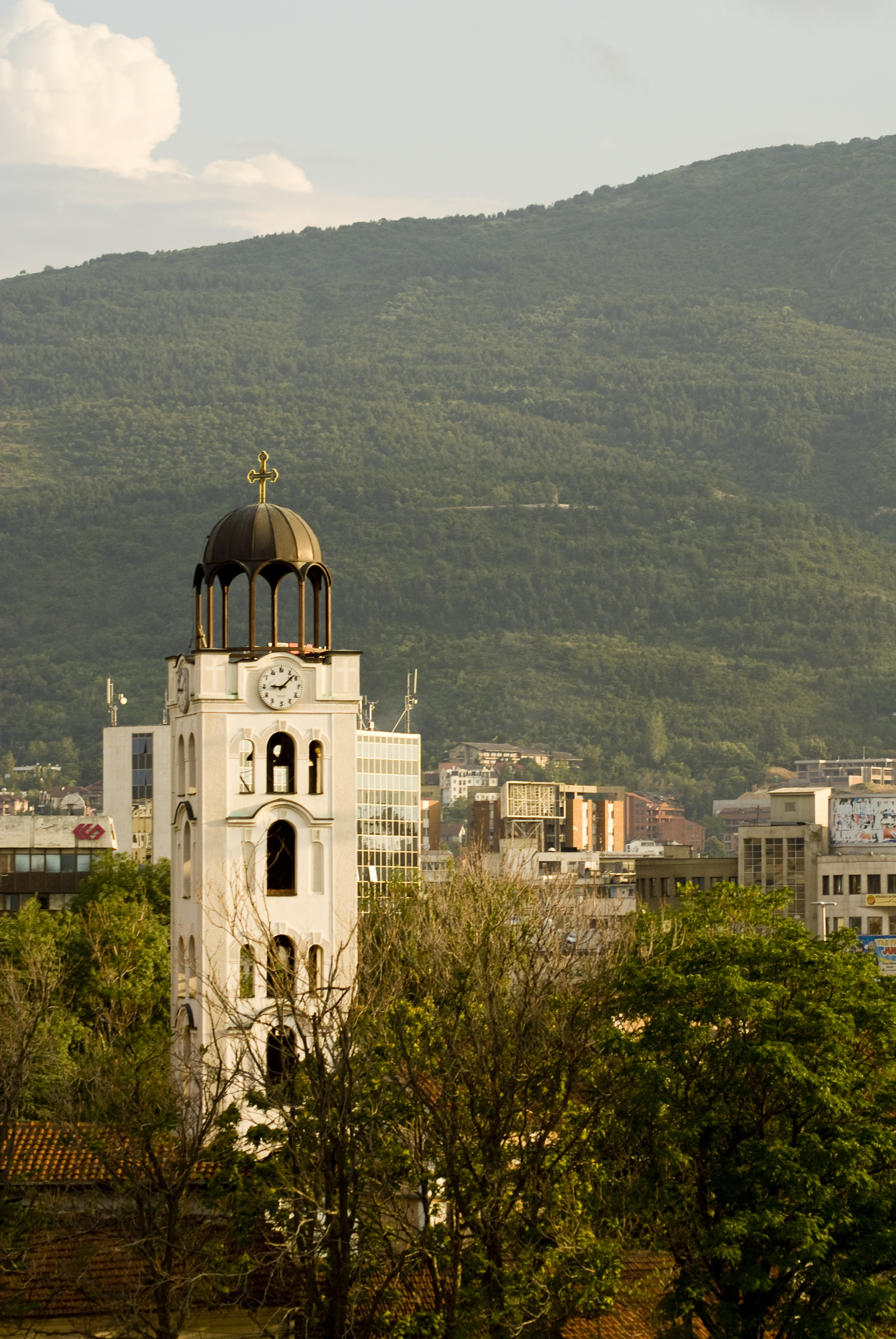
バザールの時計塔
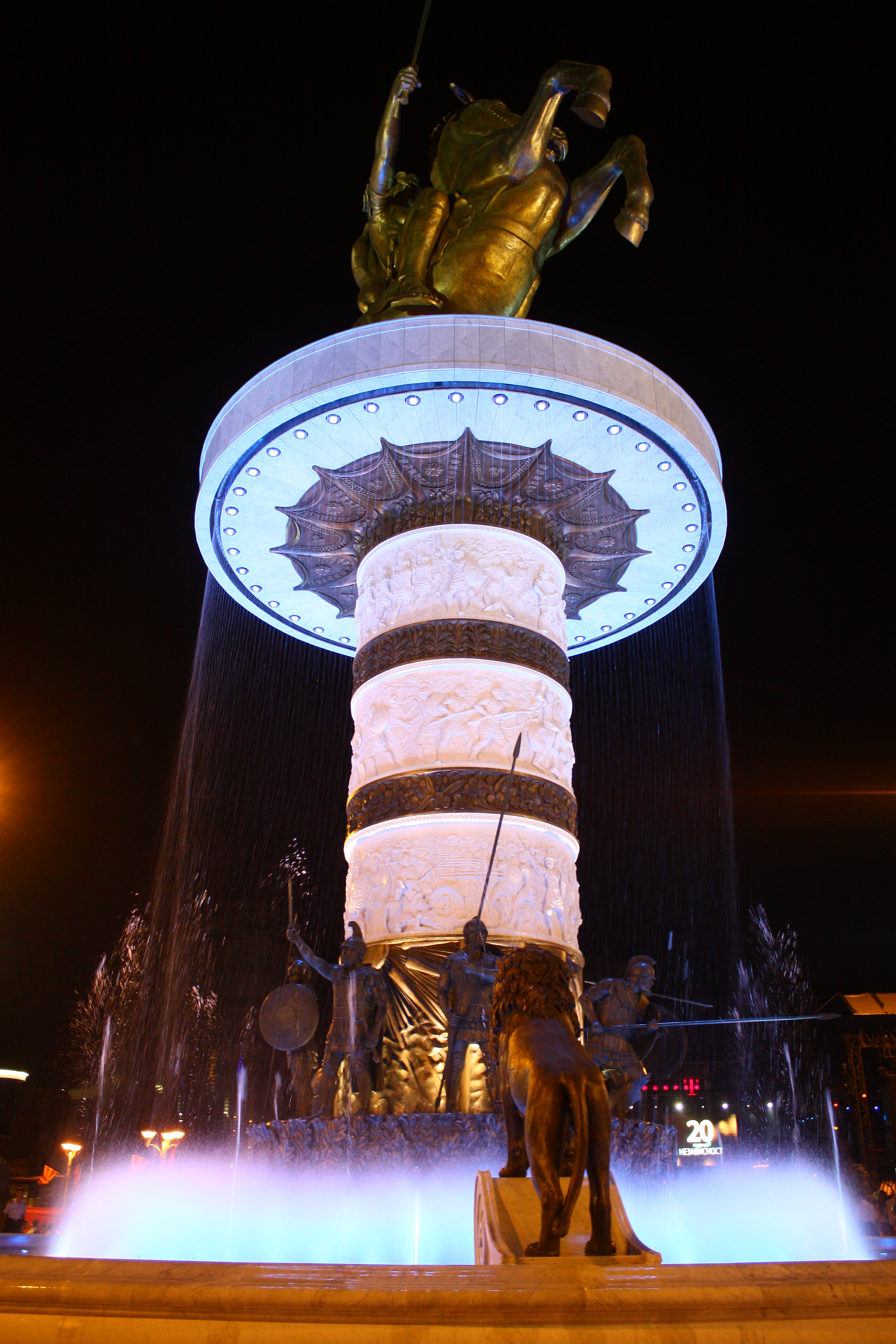
マケドニア広場のアレクサンドロス大王像の泉
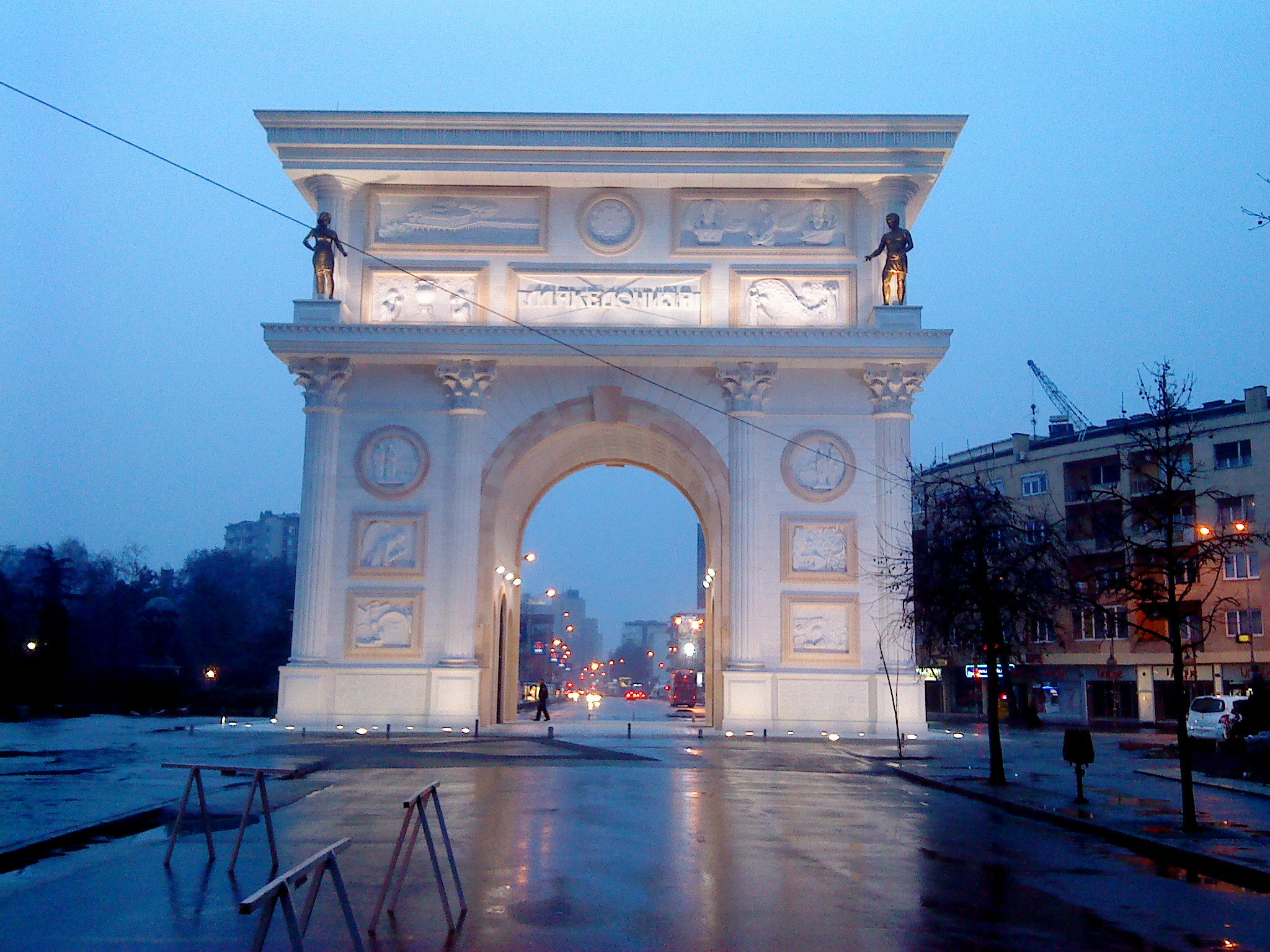
マケドニア城門

### ナイトライフ

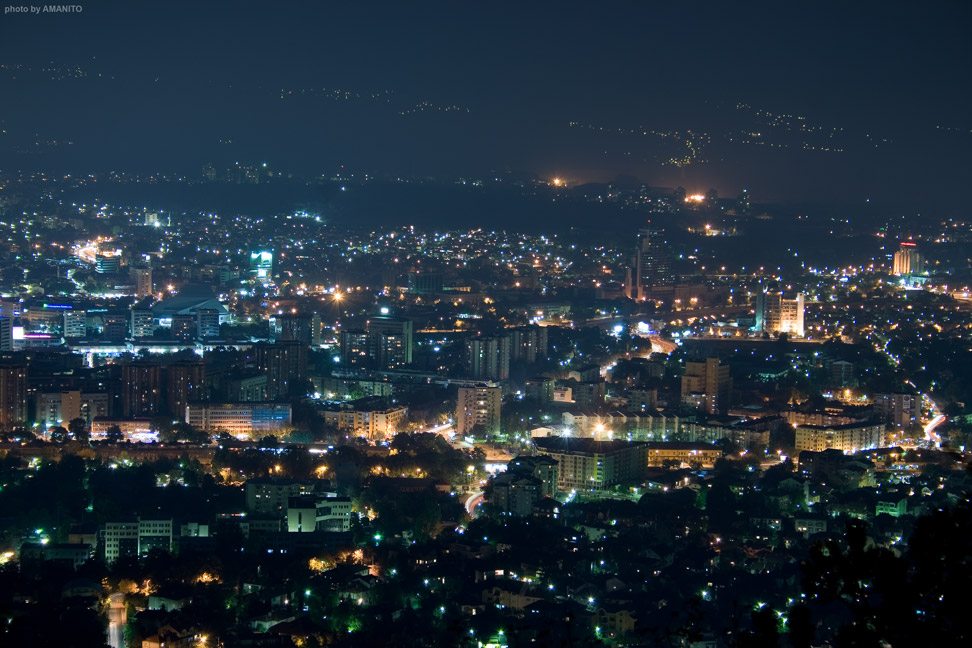
夜のスコピエ

他の欧州の都市のように観光都市としてはあまり著名でないスコピエだが、多様なナイトライフがある。カジノがそれを際立たせており、ホリデー・インのようなホテルもそれらと結び付いている。カジノにはヘリオス、メトロポル、オリンピク、ボン・ヴェノン、シェリーなどが含まれる。若者が集まるバーやディスコ、ナイトクラブなども中心部やシティーパークで見られる。スコピエでもっともポピュラーなナイトクラブにはハードロック、マラツァナ、B2、 Havana and Colosseumなどがあり、世界的に有名なDJや地元特有のパフォーマンスが良く行われている。2010年に Colosseumは南東ヨーロッパで五指に入るベストクラブに名を連ねている。アーミン・ヴァン・ビューレン、Above & Beyondなどの他にも多くのミュージシャンがスコピエのナイトクラブに訪れている。中年以上の世代はカファナで伝統的なマケドニア料理やマケドニア音楽を楽しんでいる。バルカン半島の音楽やセルビアの音楽もまたポピュラーなものとなっている。スコピエには伝統的なマケドニア料理のレストランから、国際的な料理を特徴とするレストランまで様々な飲食店がある。スコピエの有名なカフェにはCafé Trend、La Café、Blue Caféなどがある。スタラ・チャルシヤはかつてはナイトライフを過ごす人気スポットであった。マケドニア共和国政府はスタラ・チャルシヤのナイトライフを復活させる計画を立てている。カフェやレストランの閉店時間は高い集客を目指すために延長され、バザールにあるレストランでは伝統的なマケドニアワインやマケドニア料理の他にもオスマン料理（トルコ料理）が提供されている。

## 文化

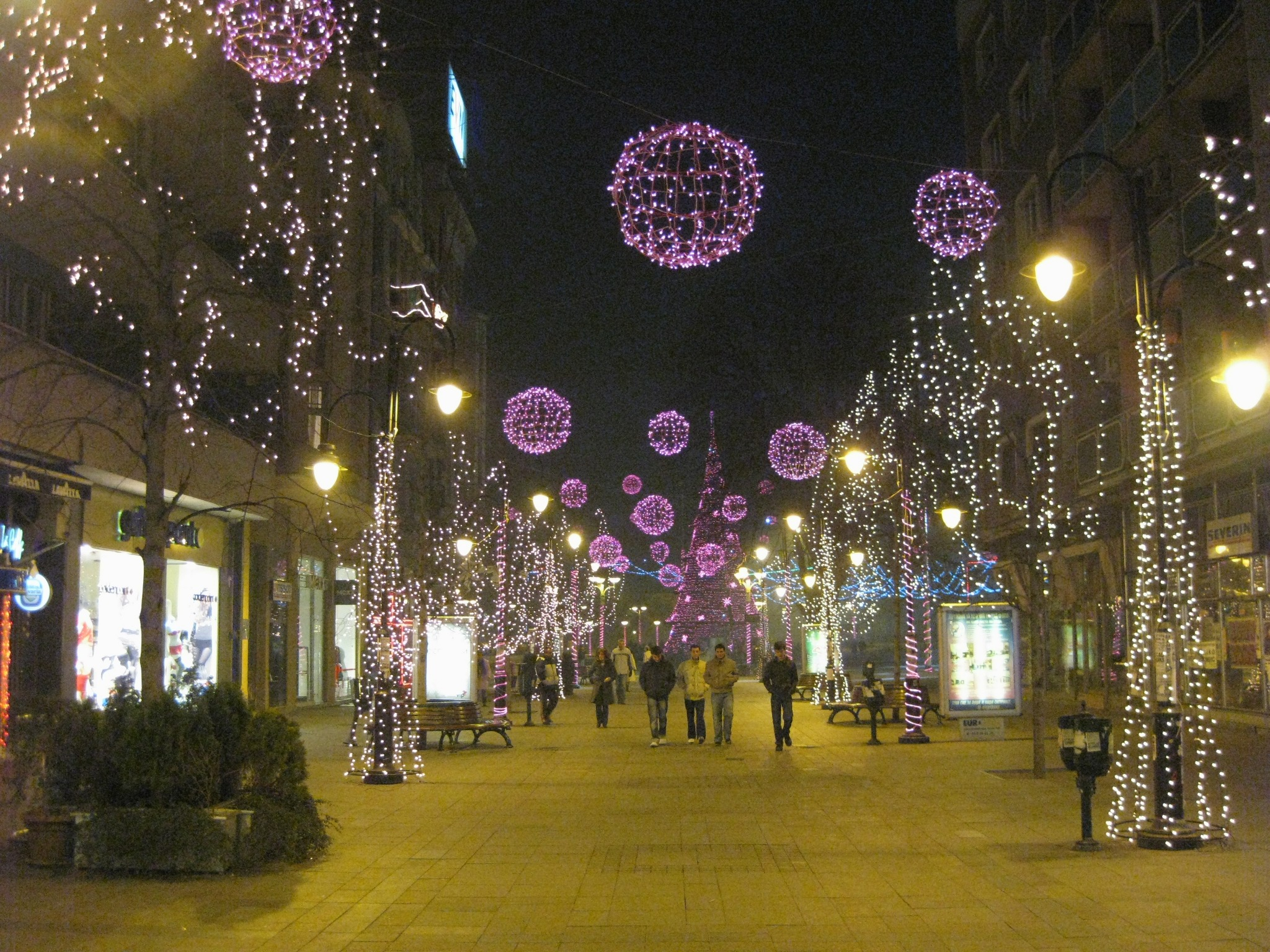
クリスマスのスコピエ

スコピエは北マケドニア共和国の文化的な中心で、多くの国にとって重要な博物館が立地している。その一つに現代美術館があり現代美術の作品が収蔵されている。この美術館は1963年のスコピエ震災の再建の一環で造られている。造形美術の国際連盟が都市の再建を展望し収集する作品の製作の支援を世界中の芸術家に呼び掛けた。ポーランド政府はコンペで建物のデザインを獲得し、現代美術館やスコピエ市内に寄贈している。大きな公園地域には現在、多くの彫像や周囲に博物館が含まれる。マケドニア博物館や自然歴史博物館、マケドニア公文書館など他にも重要な文化施設がスコピエにはある。
1981年10月以来、毎年スコピエジャズフェスタが催されている。ジャズフェスタはヨーロッパジャズネットワークとヨーロピアン・フォーラムワールドワイドフェスティバルの一環である。アーティストにはフュージョン、アシッドジャズ、ラテンジャズ、スムーズジャズの分野が含まれている。ファスティバルではレイ・チャールズやティト・プエンテ、アル・ディ・メオラ、ユッスー・ンドゥールを含む著名なアーティストたちが公演を行っている。他にスコピエで行われる音楽フェスタにはブルースとソウルフェスティバルがある。これらのイベントはマケドニアのカルチャーシーンでは比較的新しいもので毎夏、7月上旬に催される。過去のゲストにはラリー・コリエル、ミック・テイラー、キャンディ・ダルファー、ジョアン・ボスコ、テンプテーションズなどがいる。スコピエカルチャーサマーフェスティバルは著名な文化的行事でスコピエで毎年夏に開催されている。フェスティバルは国際フェスティバス・イベント協会 (IFEA)の一員で、ミュージカルコンサートやオペラ、バレエ、芝居、芸術、写真展覧、映画など様々な幅広い分野が含まれており、2,000を超える参加者を世界中から集めている。5月にはオペラの夕べフェスティバルが1972年以来開催され一般市民にオペラを普及する目的で開催されている。年を経て50カ国からパフォーマーを集めるまでになっている。他のオペラフェスタにはオペラユースフェスティバルがあり、1976年5月に若いオペラ愛好者により設立された。

## メディア

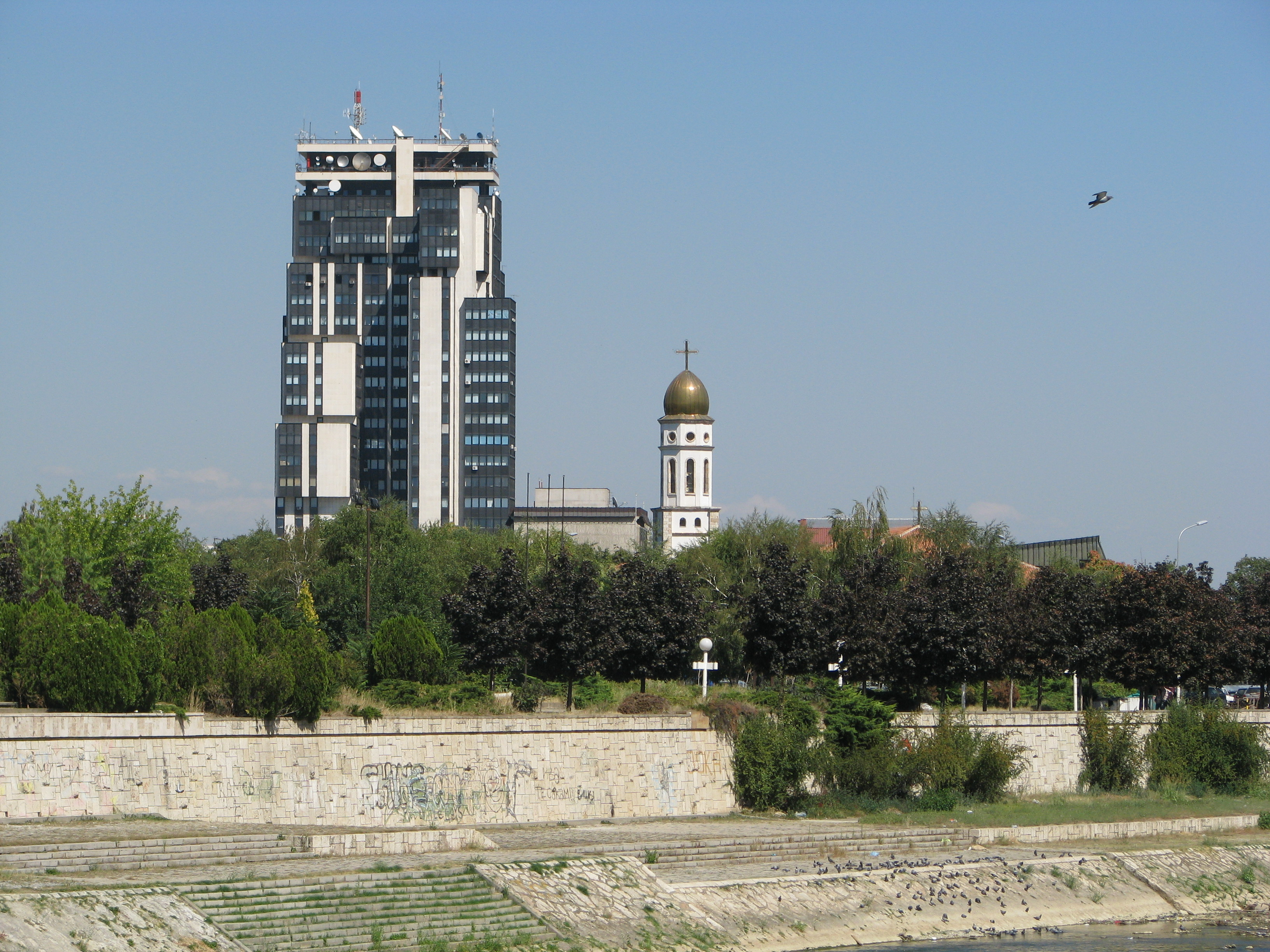
マケドニア・ラジオテレビセンター

スコピエは北マケドニアでは最大のマスメディアの中心地である。情報省によれば2000年現在818紙の新聞が発刊され、600を超えるものがスコピエに本社を置いている。日刊紙のドネヴニクは1996年に設立され6万部を発行している。スコピエをベースとするヴェチェルは5万部を発行し、第三位のノヴァ・マケドニアは2万部を発行する。前記の三紙は国営であるのに対し、スコピエで他に名の知れた新聞社は民営でウトリンスキ・ヴェスニクは3万部、ヴェストは2万5千部、ヴレメは1万5千部をそれぞれ発行している。雑誌フォクスは1万2千部、スタートは1万部、デネスは7,500部をそれぞれ発行しており、これらの雑誌社もスコピエを本拠地としている。
公共放送のマケドニア・ラジオテレビ（MRT）は1966年に設立され、スコピエを本拠地としており3つの全国放送のチャンネルで24時間放送を行っている。民放ではA1テレビやSitel、Knal 5、Telma, Alfa TV、AlsatMなどがある他、衛星放送なども普及している。また、スコピエにはマケドニアインフォメーションエージェンシーやマクファクスなどの通信社も本拠地としている。

## スポーツ

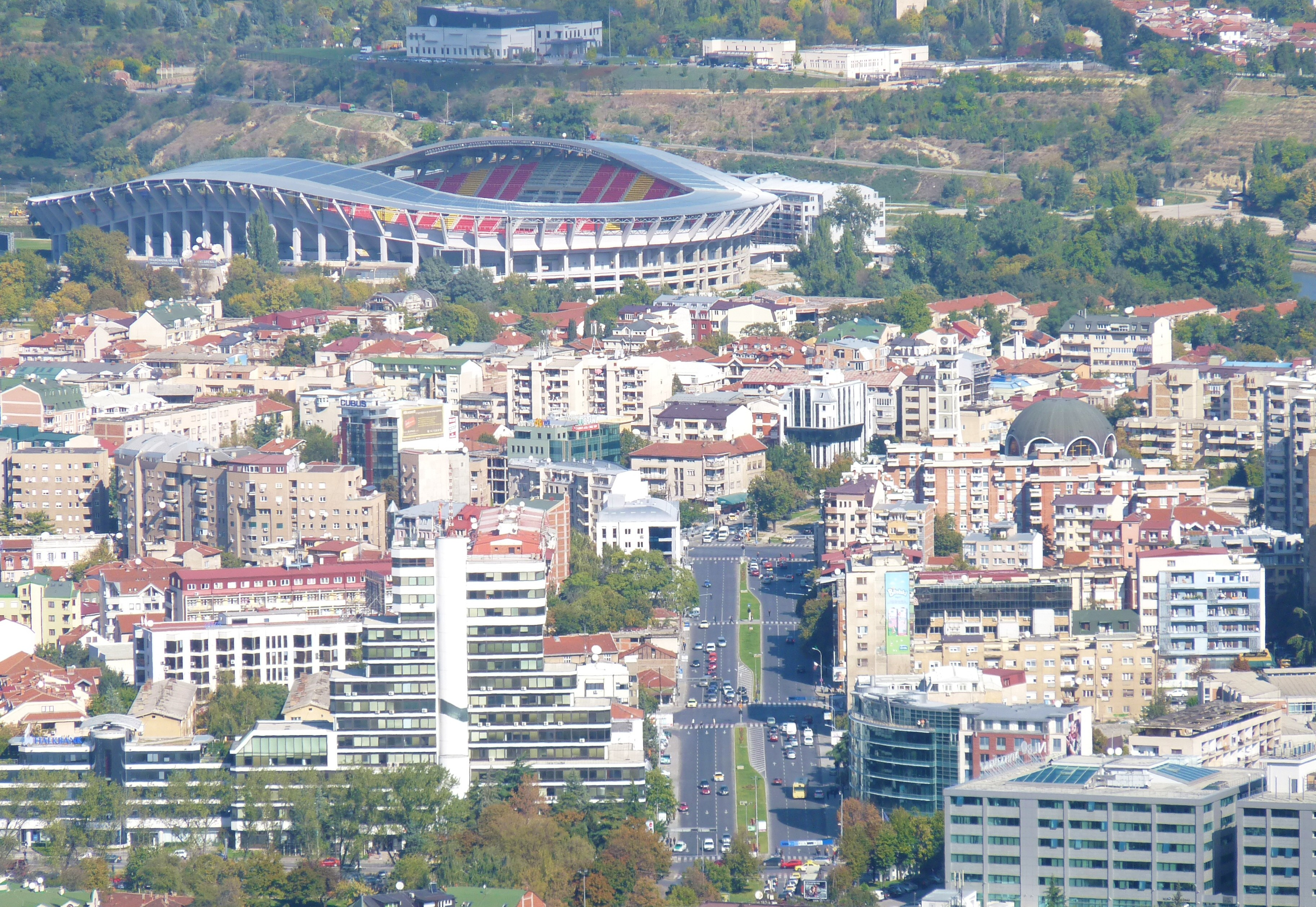
ピリッポス2世アレナ

北マケドニアの首都であり最大の都市であるスコピエには多くのスポーツ施設が整備されている。スコピエには3つの大きな水泳プールがあり、そのうち二つはオリンピックにも対応している。これらのプールはとくに水球チームの練習に関連している。スコピエはまた多くのサッカースタジアムを誇っており、チャイルやジェレザルニツァには4,000 - 4,500人を収容出来るスタジアムがある。カレのバスケットボールコートには5,000人が収容出来、イァネ・サンダンスキのコートには4,000人が収容出来る。
スコピエ最大のスタジアムとしてピリッポス2世アレナは残っており、1947年に完成し2008年までスコピエ・グラドスキスタジオンと言う名称であった。FIFA基準に合わせた拡張と改修工事が2009年に開始され、32,580人が収容可能なスタジアムに刷新されヘルススパやフィットネスも備えられた。2008年に完成したボリス・トライコフスキスポーツセンターは北マケドニアで最大のスポーツ複合施設で名称は2004年に飛行機の墜落事故で亡くなったマケドニア共和国の大統領ボリス・トライコフスキにちなんでいる。ハンドボールやバスケットボール専用の施設やボウリング場、フィットネス場、アイスホッケーのコートなどが備えられている。メインホールでは10,000人規模のコンサートなども行われる。
スコピエをホームタウンとするFKヴァルダール やFKラボトニツキの二つのサッカークラブチームはプルヴァ・マケドンスカ・フドバルスカ・リーガで活躍するもっとも人気のあるチームである。両チームはピリッポス2世アレナで国の代表チームのようにトレーニングを行っている。またスコピエはFK Makedonija Gjorče Petrov、FKスコピエなどのように2部や3部に属するクラブチームも本拠地している。北マケドニアでサッカーに次ぐメジャーなスポーツとしてバスケットボールがあり、KK Rabotnički、KK MZT Skopje、KK Vardarなどのクラブチームはとくにそれらを代表している。ハンドボールも盛んで、RK VardarやRK Metalurg Skopje、女性クラブチームのŽRK Metalurgは代表的である。2008年にオフリドと共催で2008年欧州女子ハンドボールチャンピオンシップ (en) が開催された。

## 出身者・ゆかりの人物
- マザー・テレサ - カトリック教会の修道女
- ヴラド・ブチュコフスキ - 政治家、首相
- ダルコ・パンチェフ - サッカー選手
- アレクサンダル・ヴァソスキ - サッカー選手
- ミルチョ・マンチェフスキ - 映画監督
- ダルコ・ディミトロフ - 作曲家、音楽プロデューサー
- エレナ・リステスカ - 歌手
- エスマ・レジェポーヴァ - 歌手
- ブラゴイ・ナコスキ - テノール歌手
- ティヤナ・ダプチェヴィッチ - 歌手
- ダルコ・ディミトロフ - シンガーソングライター・作曲家
- エレナ・リステスカ - 歌手・ソングライター
- タマラ・トデフスカ - 歌手
- ティヤナ・ダプチェヴィッチ - 歌手
- マルティン・ヴチッチ - 歌手
- ミルチョ・マンチェフスキ - 映画監督
- ヴラド・ブチュコフスキ - 政治家
- ユスティニアヌス1世 - ビザンティンユスティニアヌス王朝第二代皇帝
- ボバン・バブンスキー - 元プロサッカー選手・サッカー指導者
- ダルコ・パンチェフ - 元ユーゴスラビア代表サッカー選手
- ペロ・アンティッチ - バスケットボール選手

## 姉妹都市
| - アンカラ, トルコ, (since1995) - ブラッドフォード, イギリス, (since 1961) - ディジョン, フランス, (since 1961) - ドレスデン, ドイツ, (since 1967) - イスタンブール, トルコ, (since 2003) | - リュブリャナ, スロベニア, (since 2007) - マニシャ, トルコ, (since 1985) - 南昌市, 中国, (since 1984) - ニュルンベルク, ドイツ, (since 1982) - ピッツバーグ, アメリカ, (since 2002) - ポドゴリツァ, モンテネグロ, (since 2008) | - ルーベ, フランス, (since 1973) - サラエヴォ, ボスニア・ヘルツェゴビナ, (since 2007) - スエズ, エジプト, (since 1985) - テンピ, アリゾナ州, アメリカ, (since 1971) - ワレム, ベルギー, (since 1974) - サラゴサ, スペイン (since 2008) | - ザグレブ, クロアチア, (from 2012) - ベオグラード, セルビア, (from 2012) |